# 九条駅 (大阪府)
九条駅（くじょうえき）は、大阪府大阪市西区九条一丁目にある、大阪市高速電気軌道（Osaka Metro）・阪神電気鉄道の駅である。

## 利用可能な鉄道路線
- 大阪市高速電気軌道（Osaka Metro）
  - 中央線 - 駅番号はC14
- 阪神電気鉄道
  - 阪神なんば線 - 駅番号はHS 44

両路線ともに近畿日本鉄道（近鉄）と相互直通運転を行っており（中央線はけいはんな線、阪神なんば線は難波線・奈良線）、どちらの路線を利用しても生駒駅へ行くことができる。

## 歴史
- 1964年（昭和39年）10月31日：大阪市営地下鉄4号線（現・中央線）の弁天町 - 本町間延伸時に開業。
- 2009年（平成21年）3月20日：阪神なんば線の西九条 - 大阪難波間が開業、当駅で接続[1]。
- 2014年（平成26年）4月1日：阪神電気鉄道に駅番号を導入。
- 2018年（平成30年）4月1日：大阪市交通局の民営化により、中央線の駅は大阪市高速電気軌道 (Osaka Metro) の駅となる。
- 2024年（令和6年）5月24日：Osaka Metro中央線ホームで可動式ホーム柵の運用を開始[2]。

## 大阪市高速電気軌道
相対式ホーム2面2線を有する高架駅である。改札口とコンコースは2階、ホームは3階にある。コンコースは阿波座駅寄りにのみにあったが、阪神なんば線の開業後は弁天町駅寄りにも設置された。改札口は南北の歩道から歩道橋で入れる2箇所と高架下の駐輪場から通じる1箇所の合計3箇所である。1964年の開業時は、西側改札口および2両分のホームのみ仕上げ工事を完成させて営業を開始した。東側改札口完成後、西側改札口はいったん閉鎖され、2009年の阪神なんば線開業に伴い再設置された。2009年当時、大阪市交通局は「西側改札口閉鎖の理由は記録に残っていない」と説明していた。

### のりば
| 番線 | 路線   | 行先                                   |
| ---- | ------ | -------------------------------------- |
| 1    | 中央線 | 本町・長田・生駒・学研奈良登美ヶ丘方面 |
| 2    | 中央線 | 大阪港・夢洲方面                       |

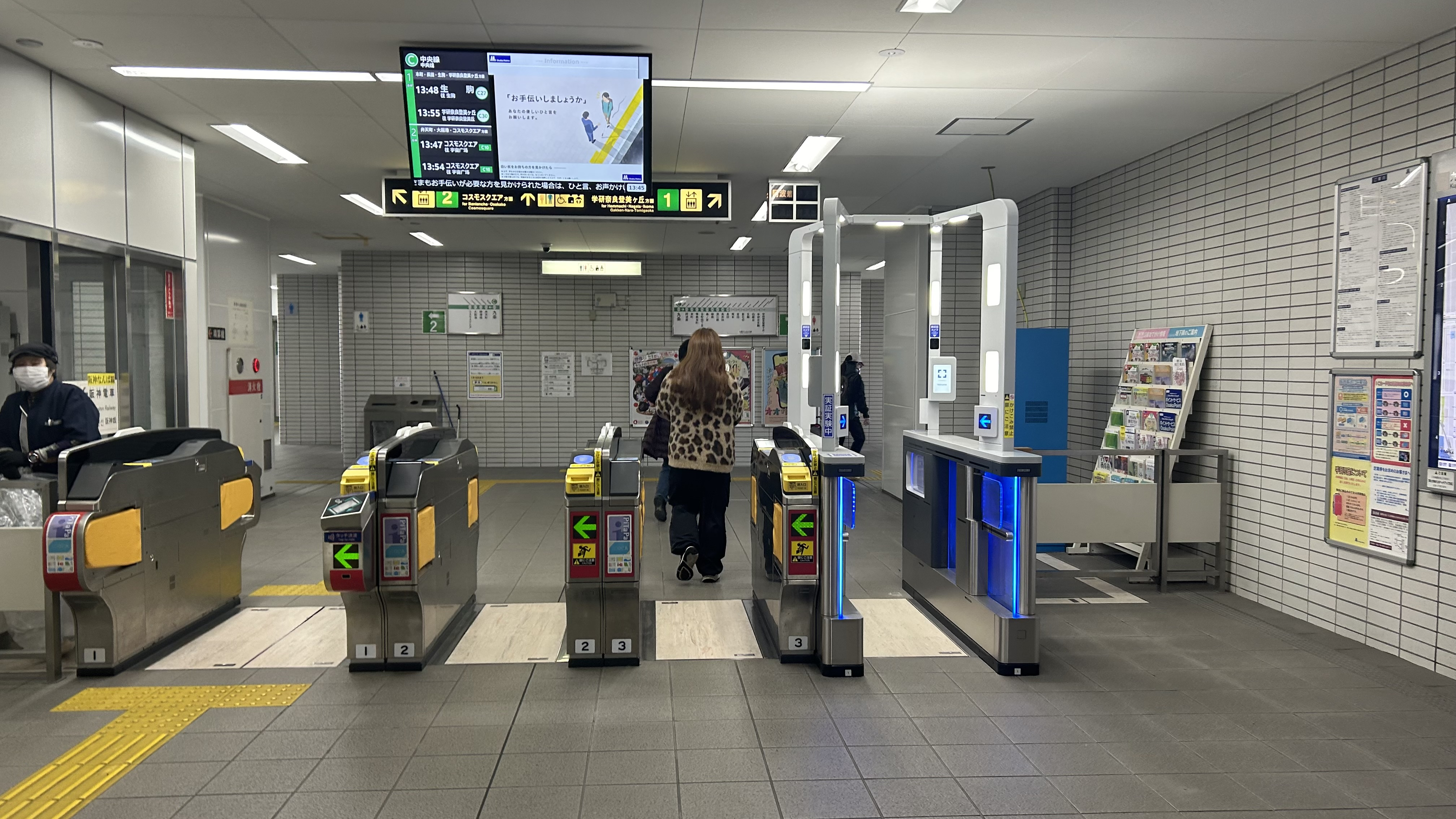
西改札口
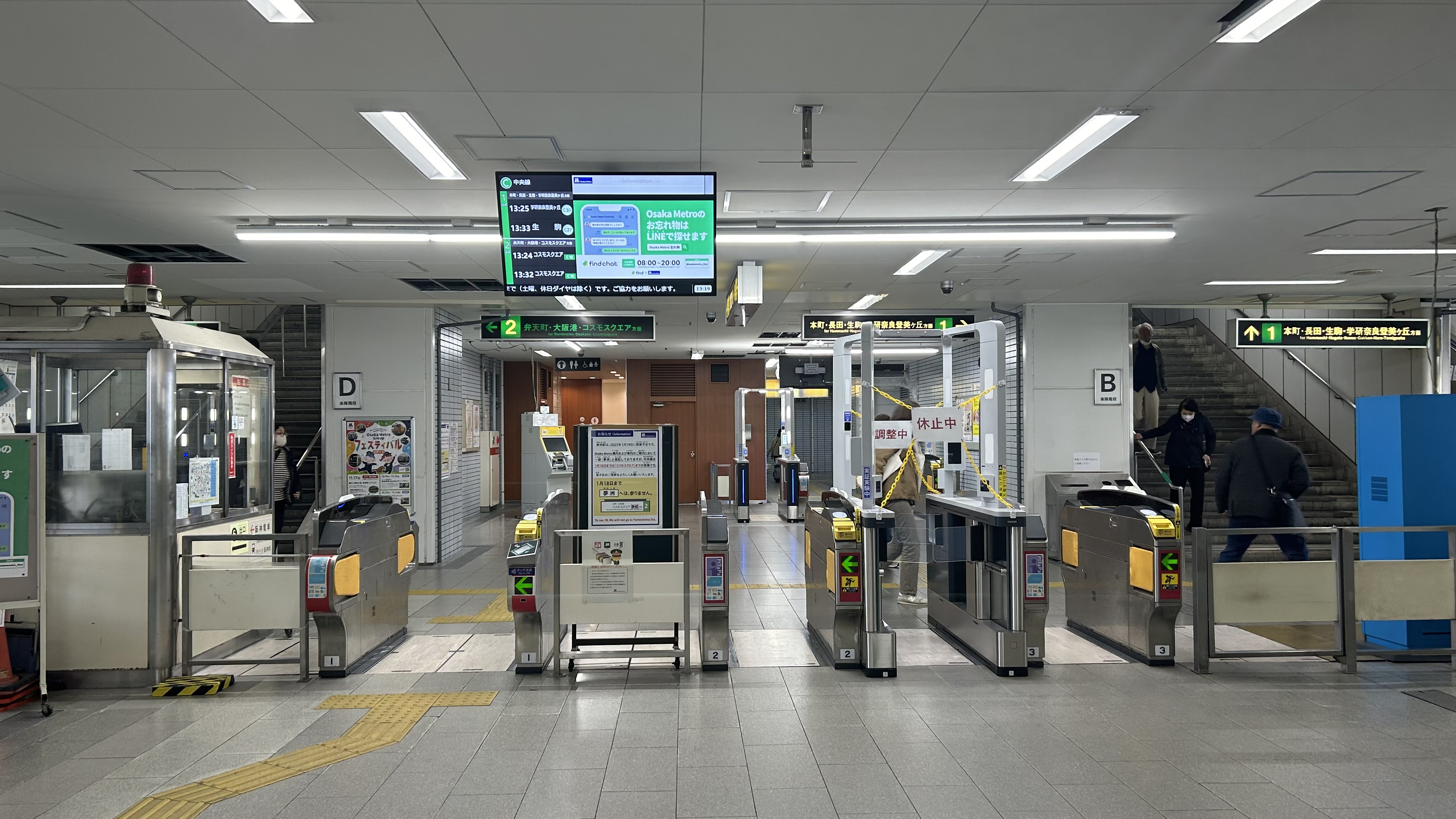
東東改札口
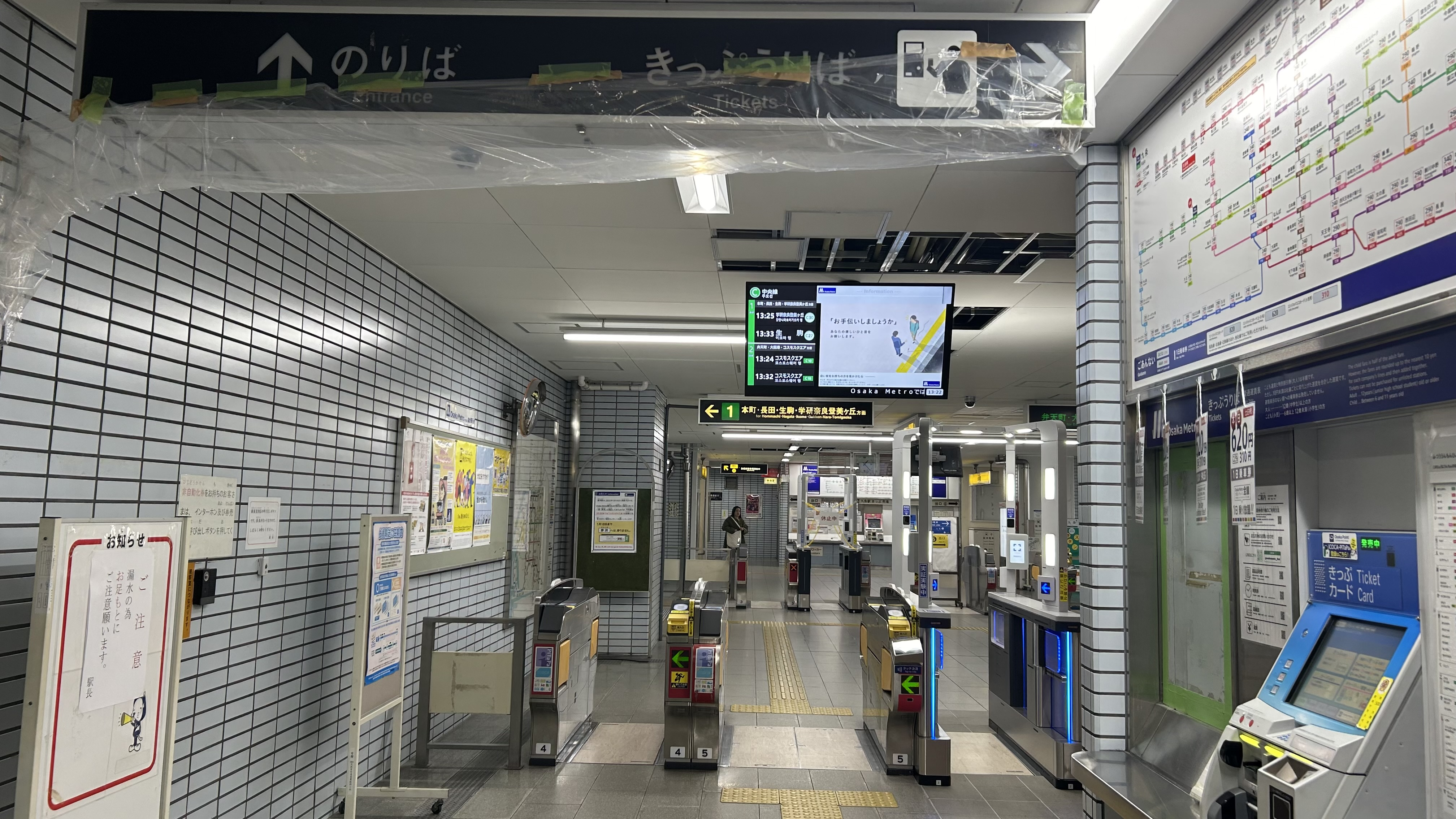
東西改札口
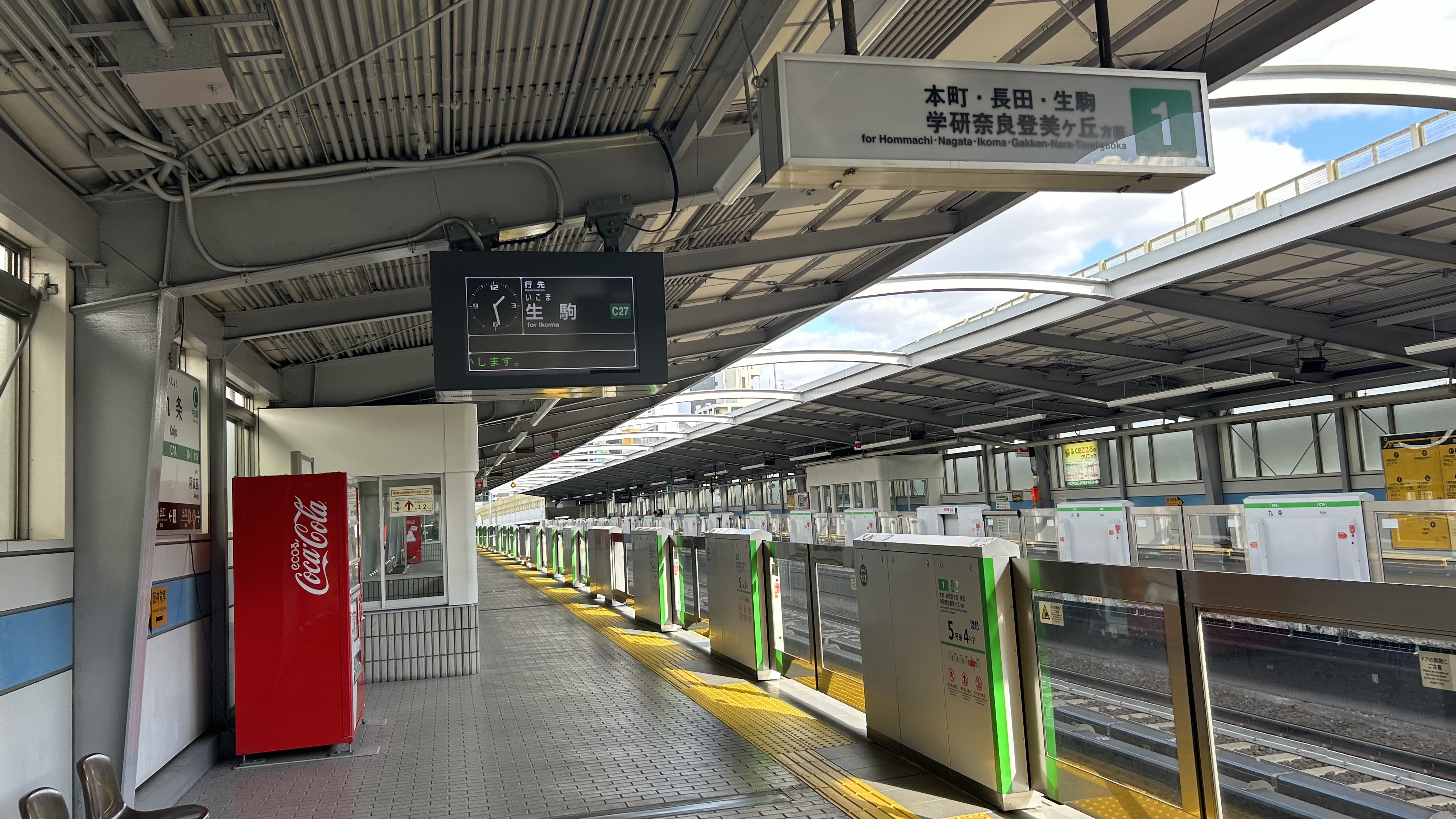
1番線ホーム
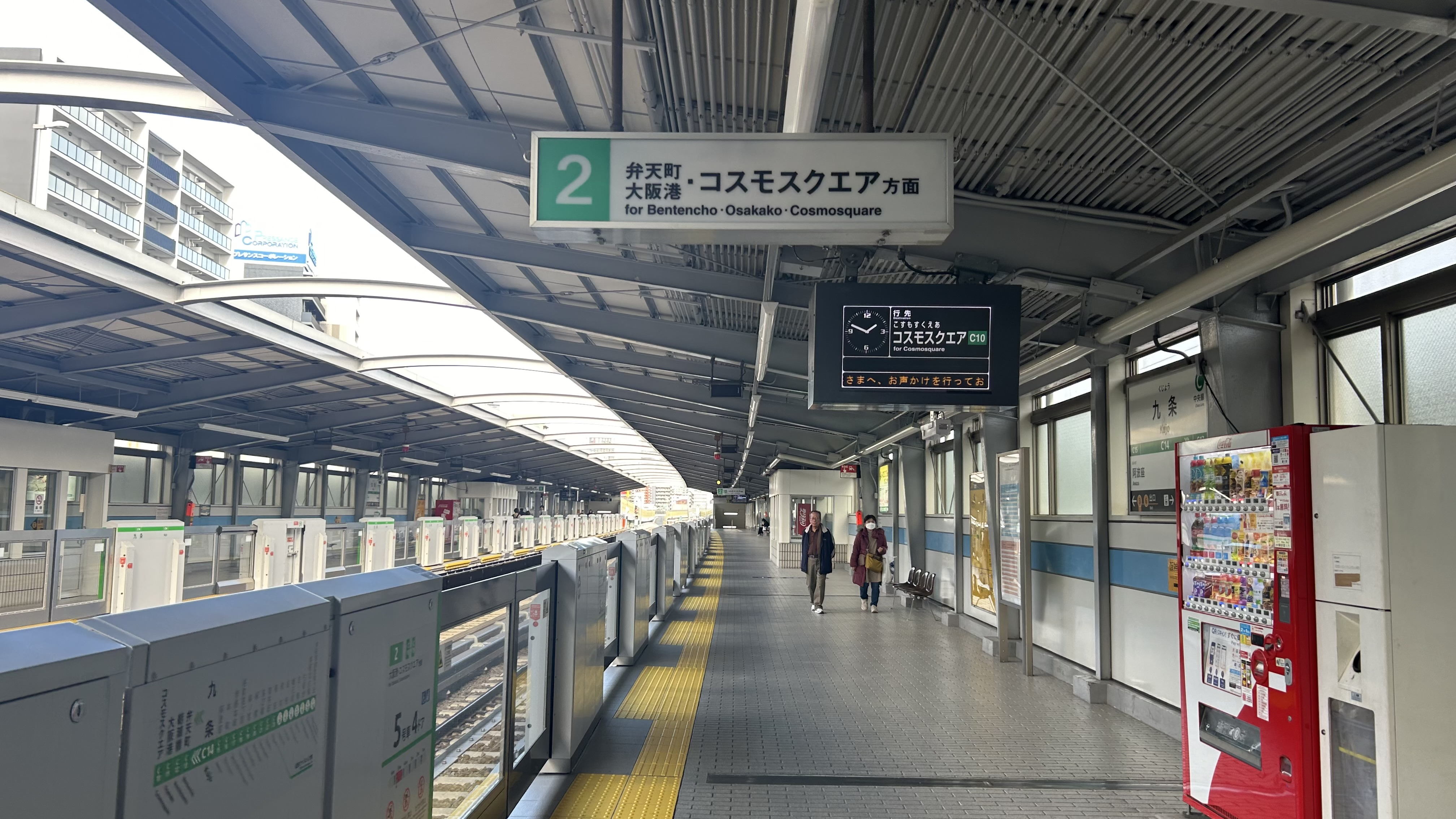
2番線ホーム
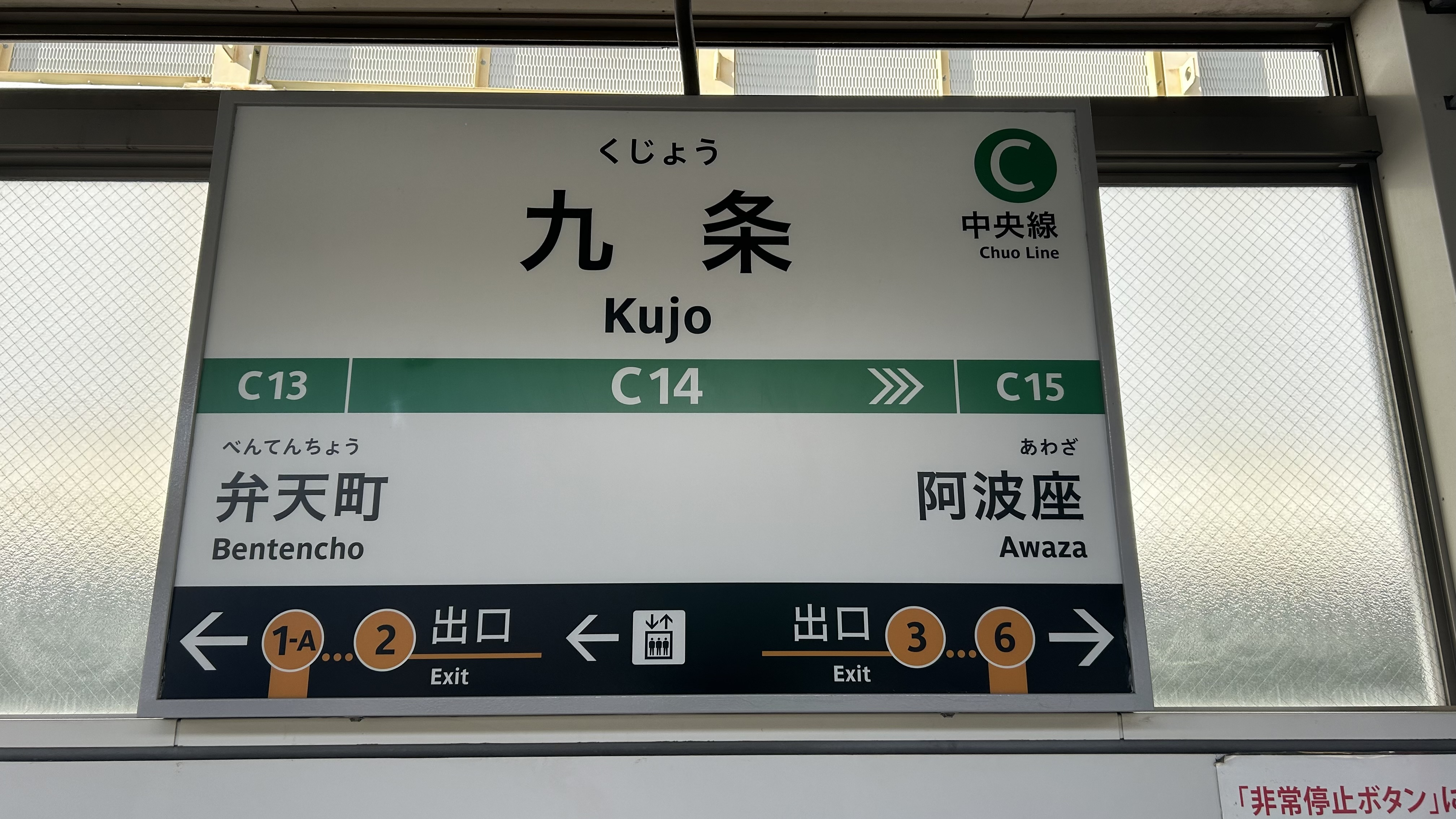
駅名標

### 出口
大阪メトロの出口は合計で7箇所ある。
| 出口番号 | 出口周辺                                                          | 接続改札 | 備考             |
| -------- | ----------------------------------------------------------------- | -------- | ---------------- |
| 1A       |                                                                   | 西改札   |                  |
| 1B       |                                                                   | 西改札   |                  |
| 2        | 阪神電車九条駅・NTT西 大阪市高速電気軌道株式会社 京セラドーム大阪 | 西改札   | エレベーターあり |
| 3        |                                                                   | 東東改札 |                  |
| 4        | 市立西区老人福祉センター 西区子ども・子育てプラザ                 | 東東改札 |                  |
| 5        | 自転車駐車場連絡口                                                | 東東改札 |                  |
| 6        | 京セラドーム大阪                                                  | 東東改札 |                  |
| EV出口   | 自転車駐車場                                                      | 東西改札 | エレベーターのみ |

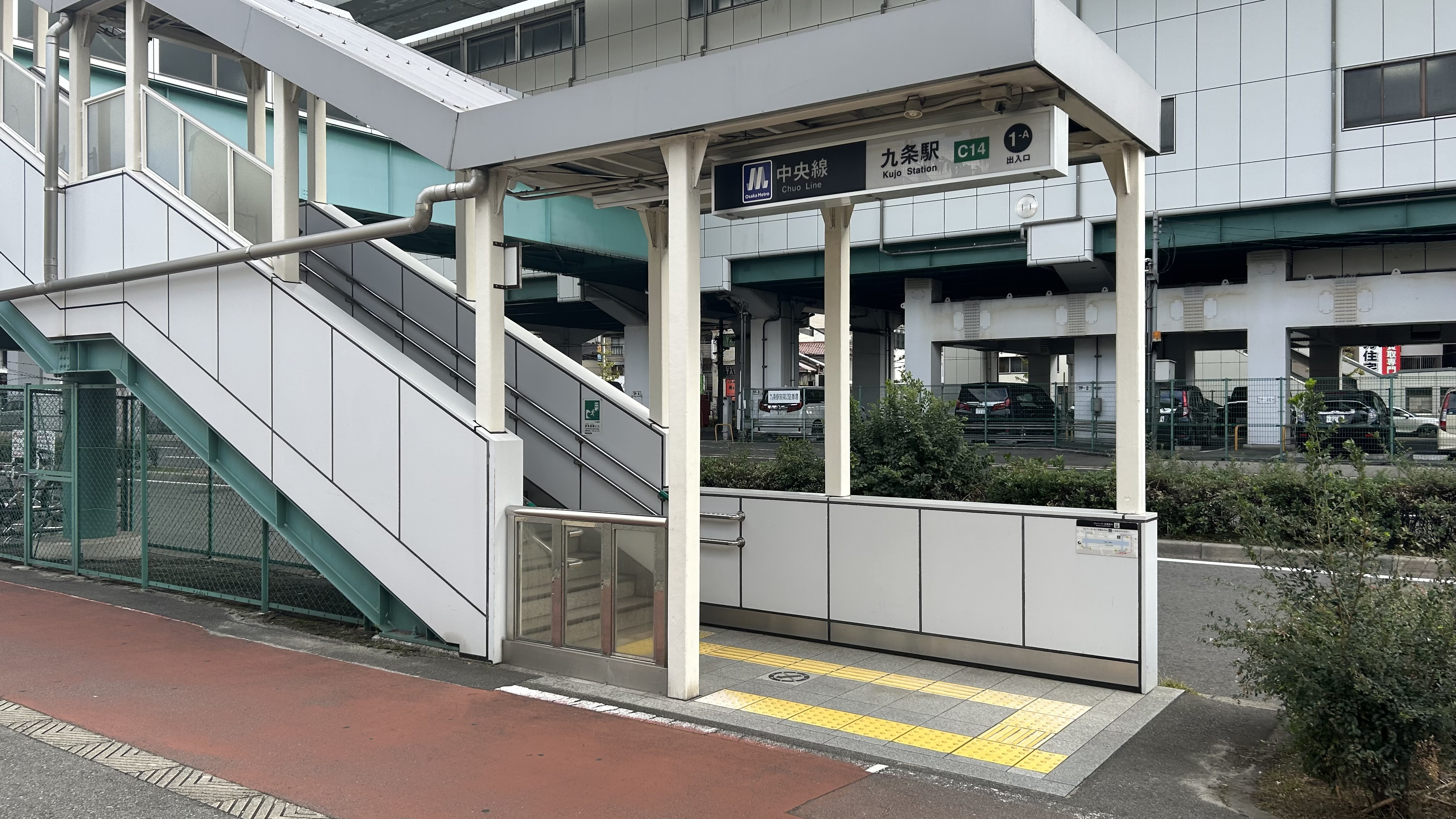
1A号出入口
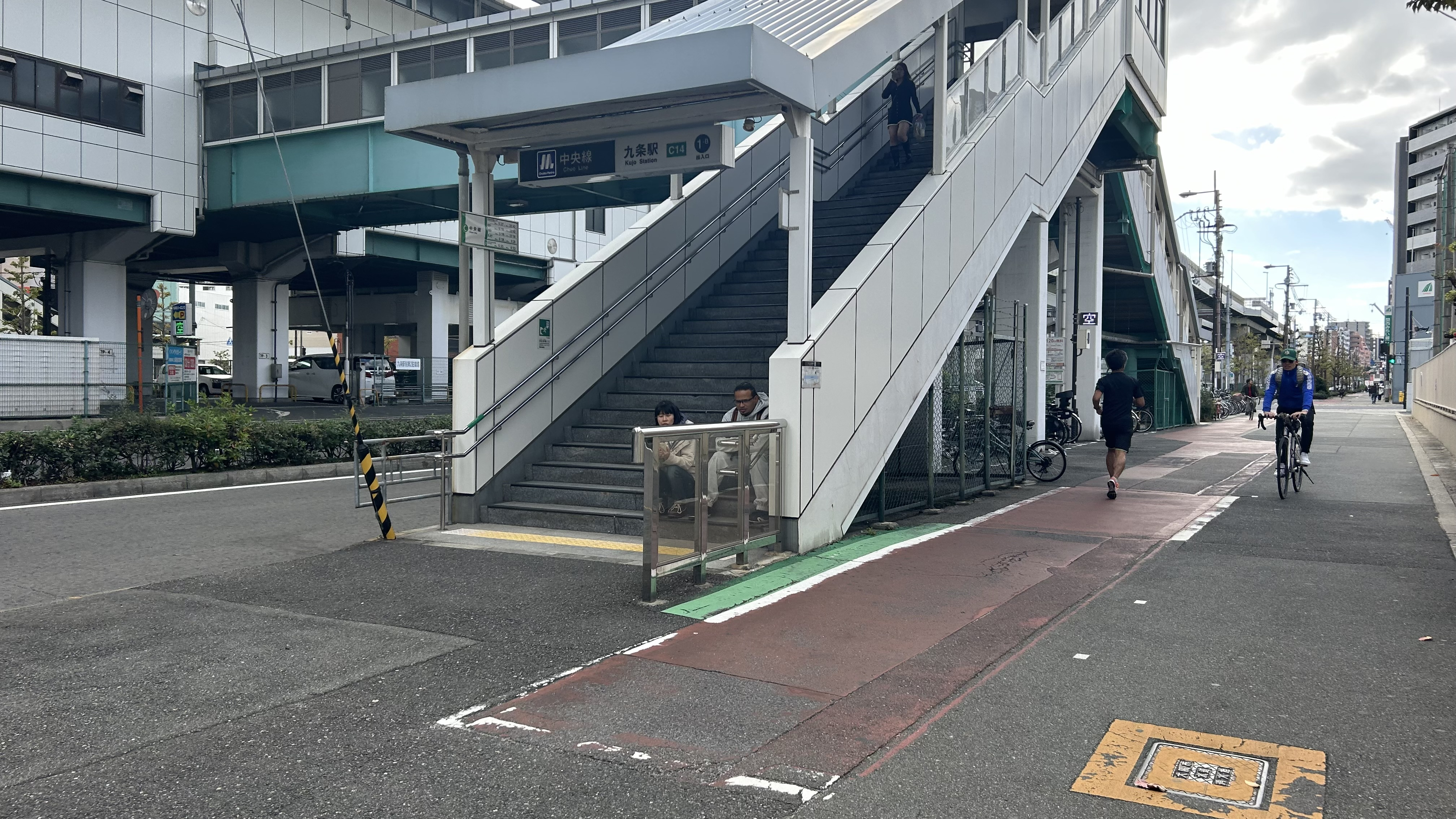
1B号出入口
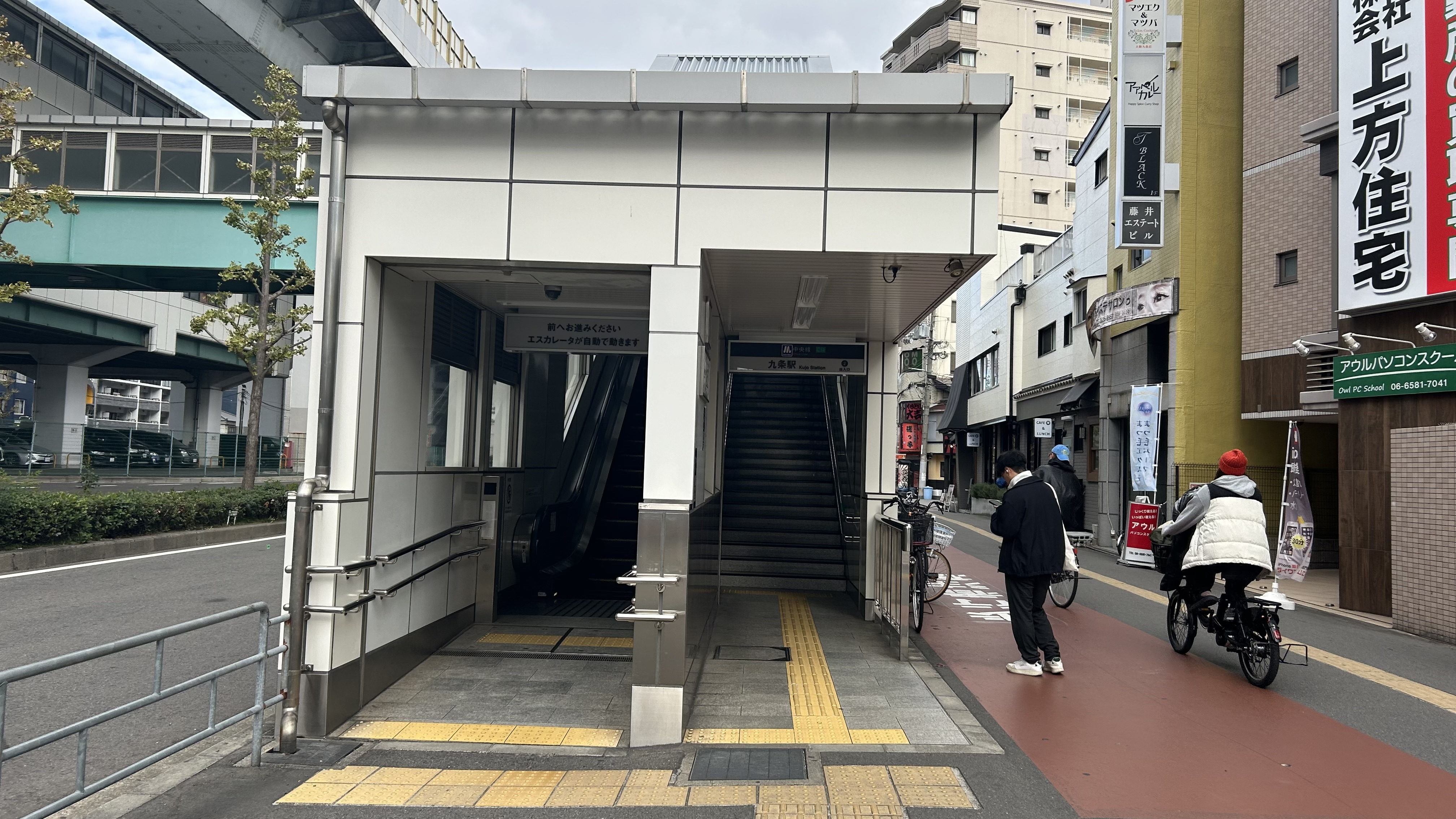
2号出入口
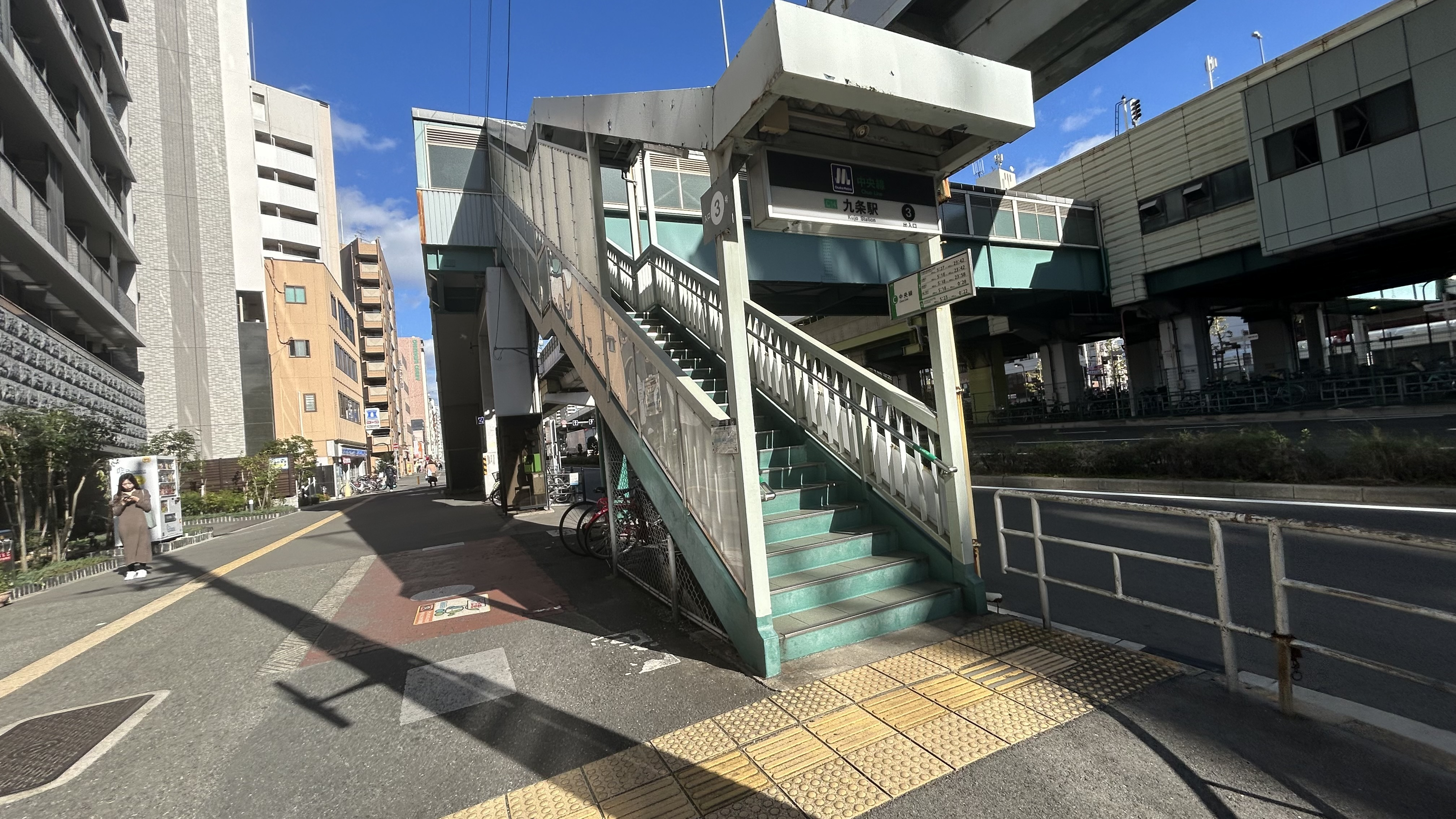
3号出入口
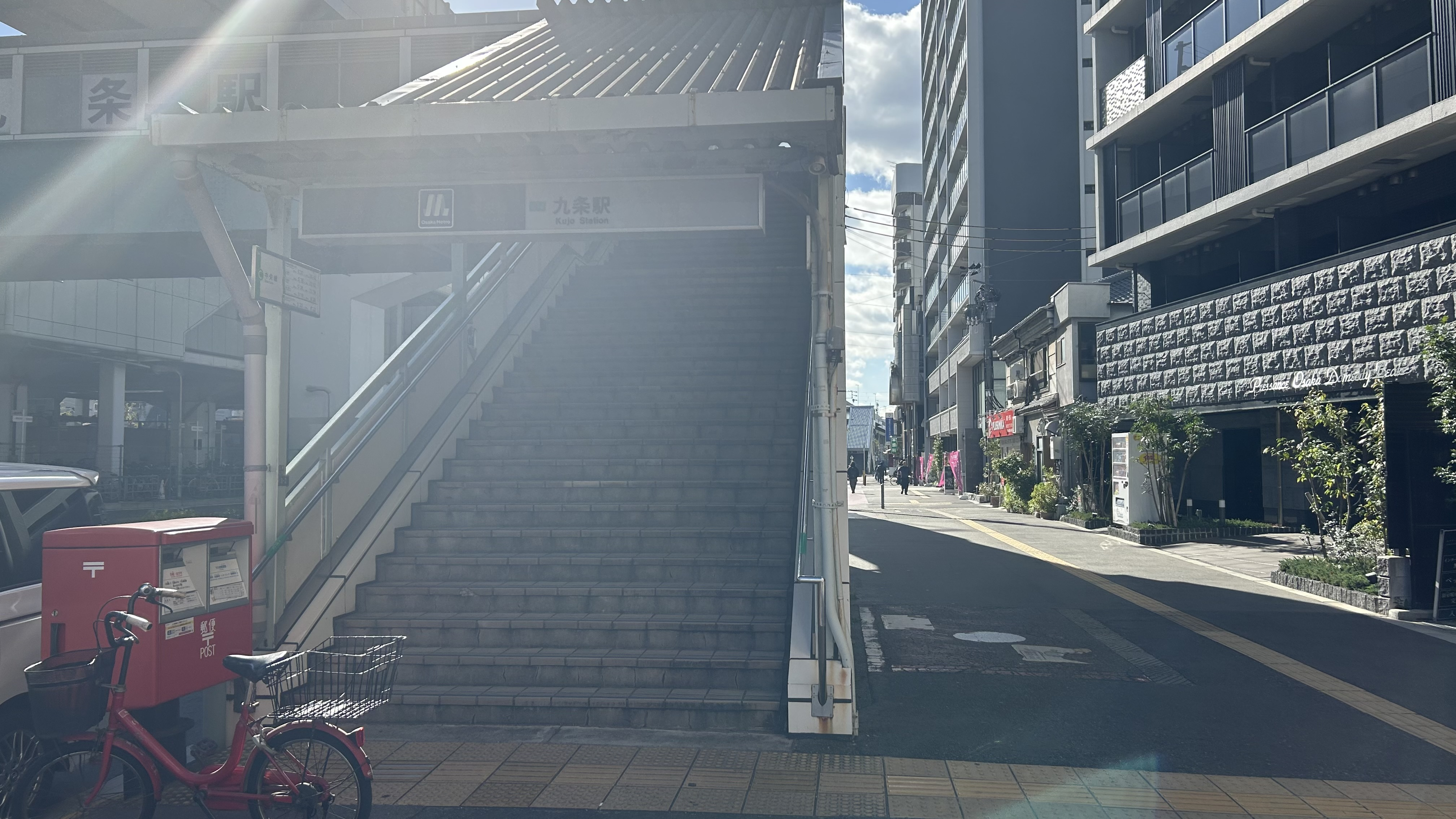
4号出入口
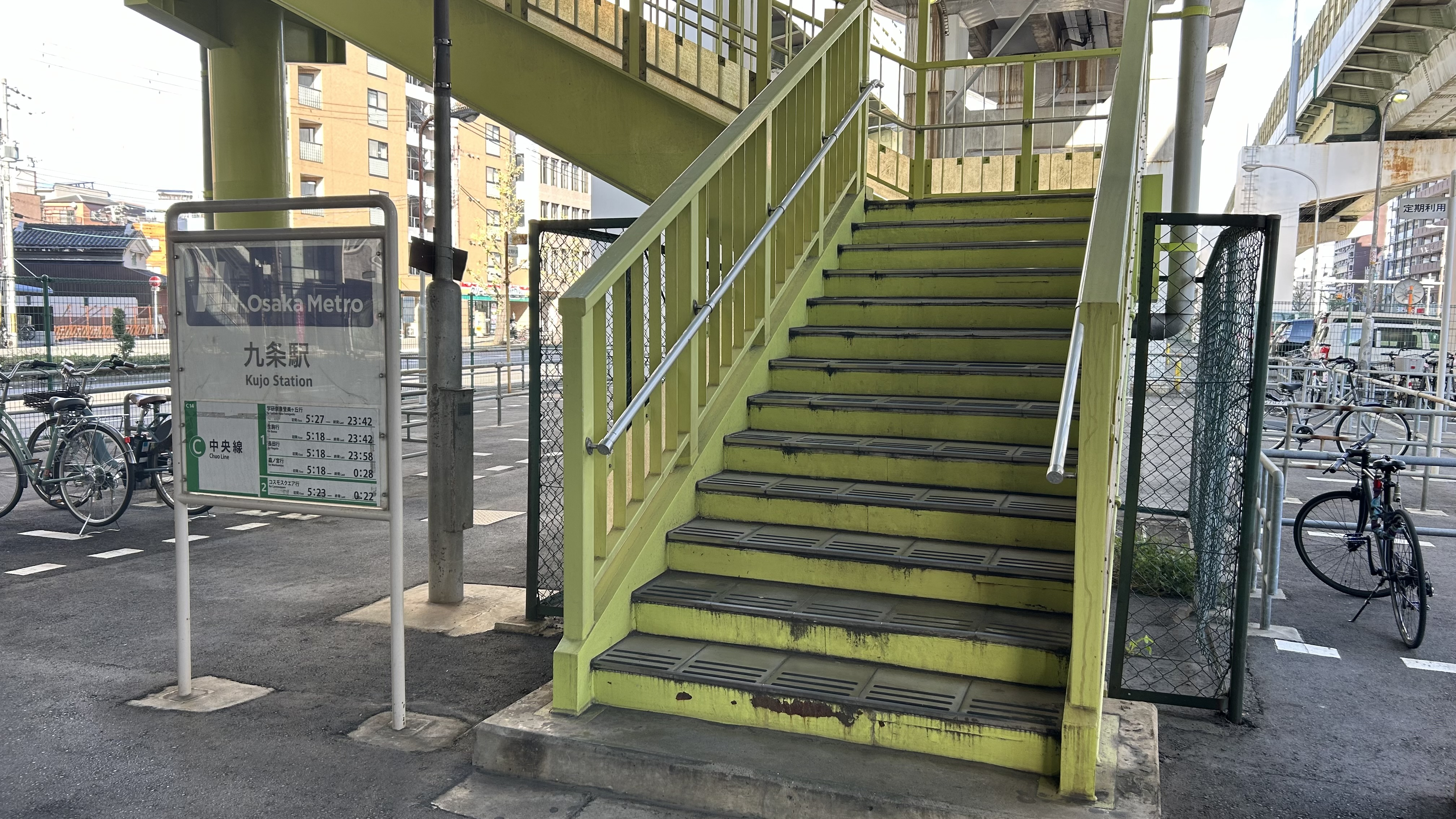
5号出入口
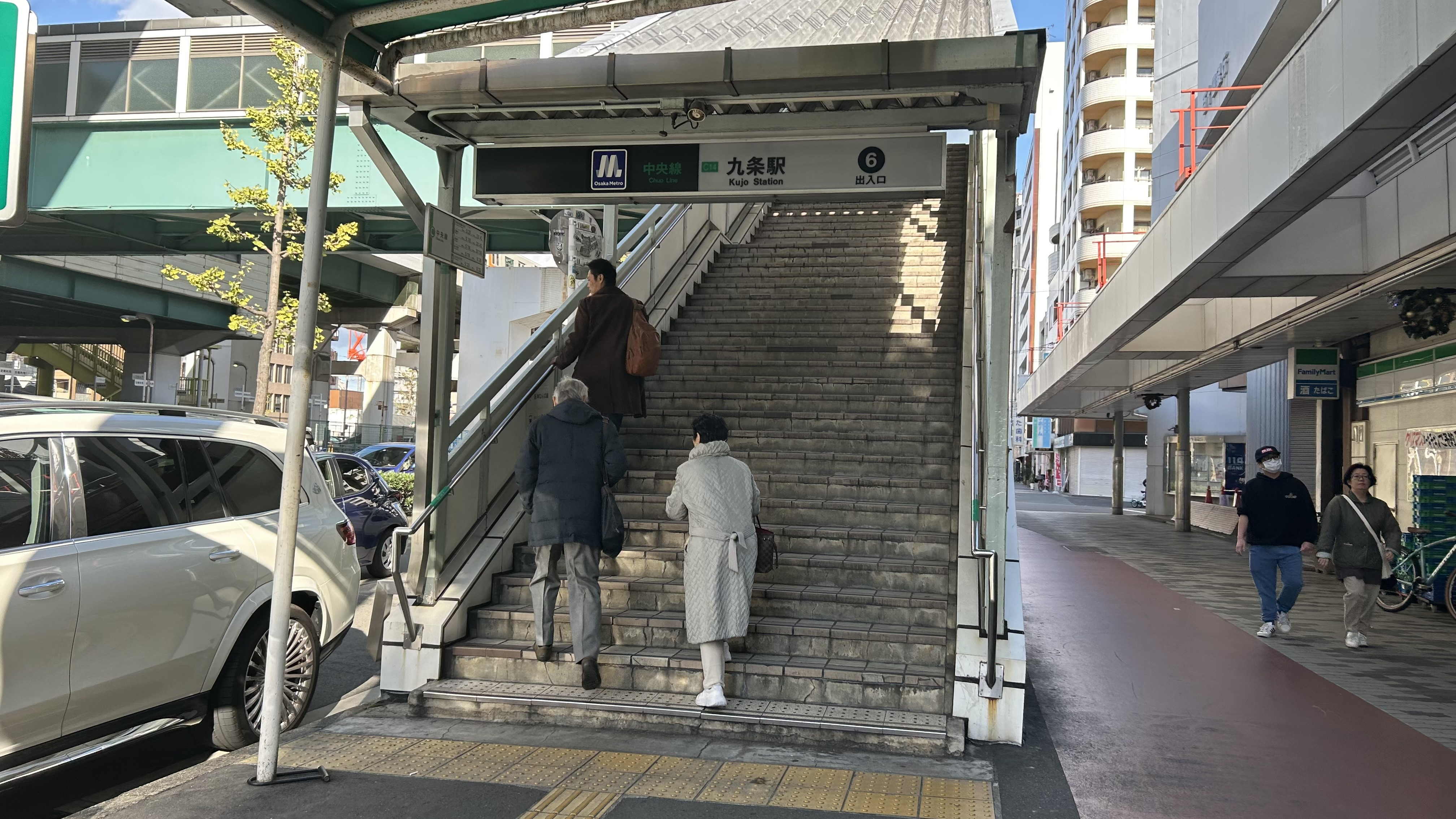
6号出入口

## 阪神電気鉄道
大阪市道九条中通線の地下に設置された島式ホーム1面2線を有する地下駅である。コンコースは地下1階、ホームは地下2階に所在する。なお、絶対信号機を持つため停留所ではない。
ホーム有効長は近鉄車両10両編成に対応している。駅舎のデザインテーマは「記憶の継承」。ホームからコンコースへの通路は、階段がホームの両端、エレベーターがホーム中央、エスカレーターがホーム中央に2箇所、尼崎寄りに1箇所設置されている。
コンコースの東西には改札口がある。トイレは西改札付近に設置されている。
駅の出入口は1番と2番の2箇所がある。
1番出入口は中央大通沿いの地下鉄九条駅西口向かい側に所在し、阪神なんば線とOsaka Metro中央線との乗換口となっている。2番出入口は九条中通線沿いの NTT西日本 西ビル内にあり、大阪シティバスへの乗換には2番出入口が案内される。大阪シティバスの停留所「阪神九条」は九条中通線を南東に進んだところで交差するみなと通沿いに所在する。
九条が大阪市電発祥の地であることにちなみ、1番出入口側の駅舎やプラットホーム階壁面などに市電の鉄車輪をイメージした円形の意匠を取り入れている。
1960年代、阪神が単独事業として難波方面への延伸を進めた際、現九条駅付近では電電公社ビルと住金興産九条ビルに駅出入口の準備工事がなされていた。これらの駅出入口のうち、電電公社ビル（現：西日本電信電話 西ビル）側が2番出入口として42年の歳月を経て活用された。2番出入口の階段踊り場には当時のタイルがモニュメントとして保存されている。なお、住金興産九条ビル（現：日鉄住金興産九条ビル）側の駅出入口は改札内に通じてしまうため活用されなかった。
大阪難波寄りのドーム前駅から尼崎寄りの西九条駅までは上り勾配が続いており、当駅の西方約200メートルで地上に達する。ドーム前駅までの営業キロ上での駅間距離は0.6キロだが、当駅の端からドーム前駅の端までの距離は0.3キロであるため、実質的な駅間距離が阪神では一番短い。
自動改札機はオムロン製で、PiTaPa・ICOCA、出場時2枚一括処理対応。

### のりば
| 番線 | 路線          | 方向 | 行先                               |
| ---- | ------------- | ---- | ---------------------------------- |
| 1    | ■阪神なんば線 | 上り | 難波・奈良方面                     |
| 2    | ■阪神なんば線 | 下り | 尼崎・神戸（三宮）・明石・姫路方面 |

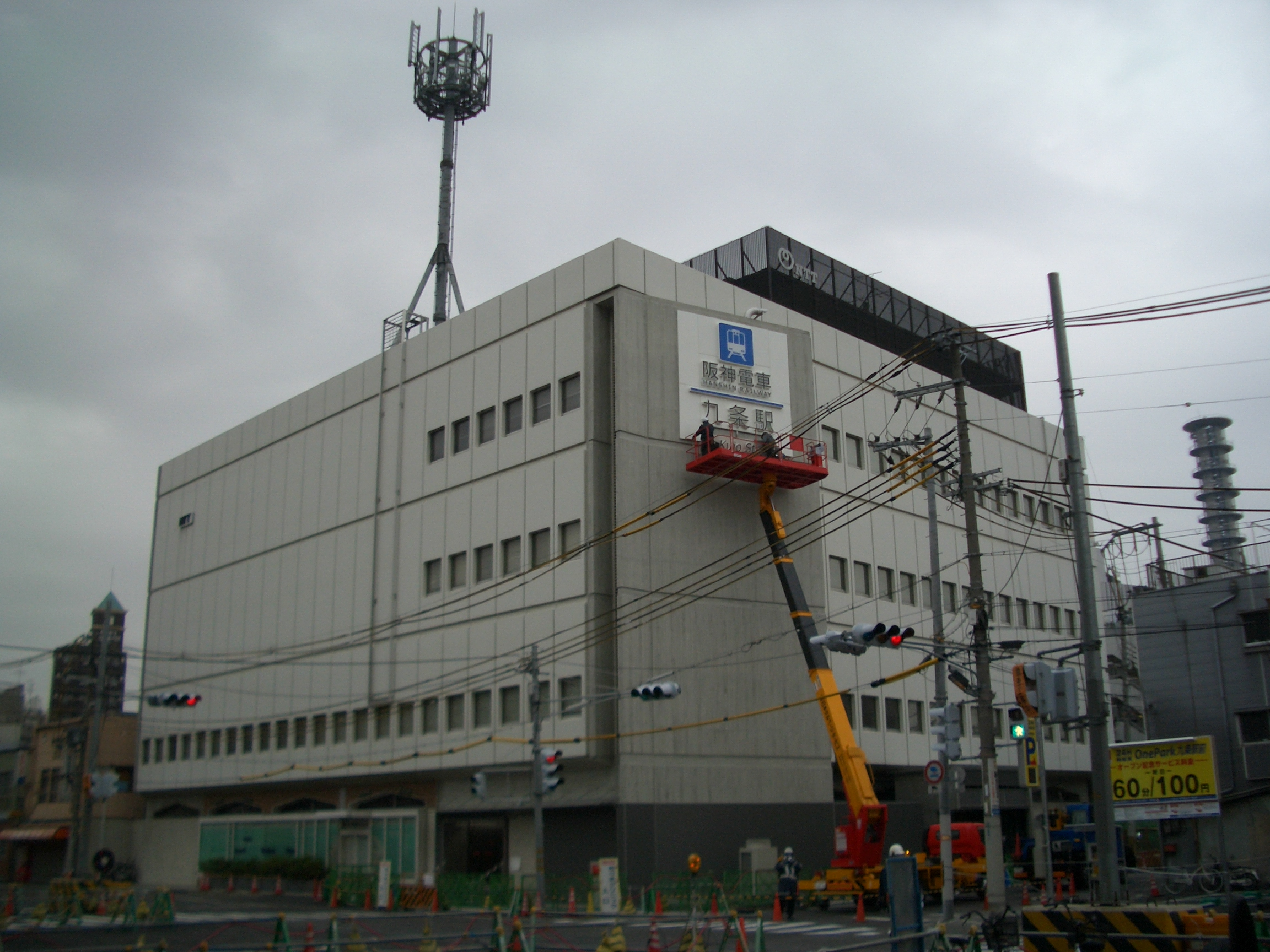
西日本電信電話 西ビル。このビルの1階で42年間使われなかった出入口が供用を開始した（2009年2月）
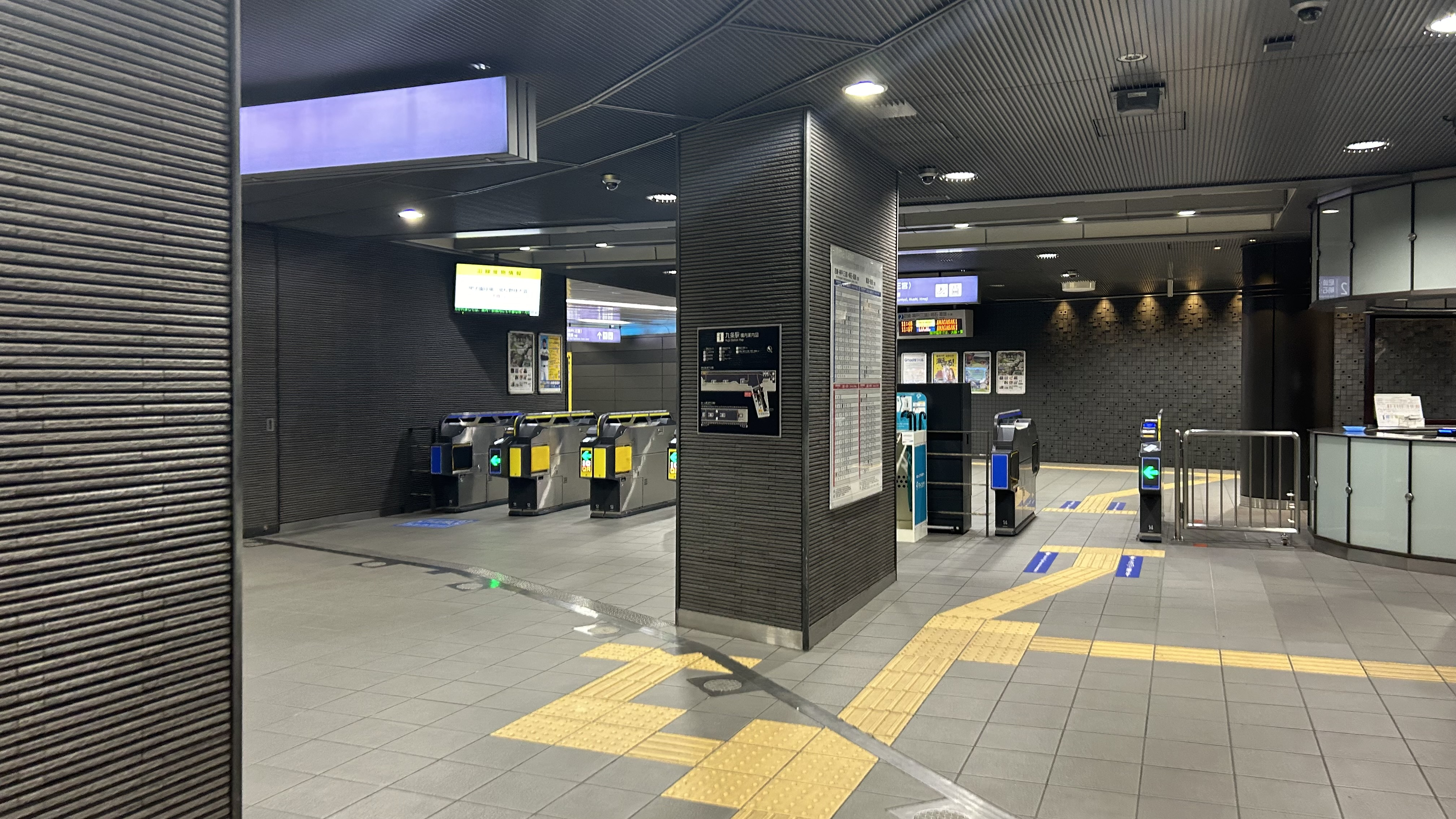
西改札口
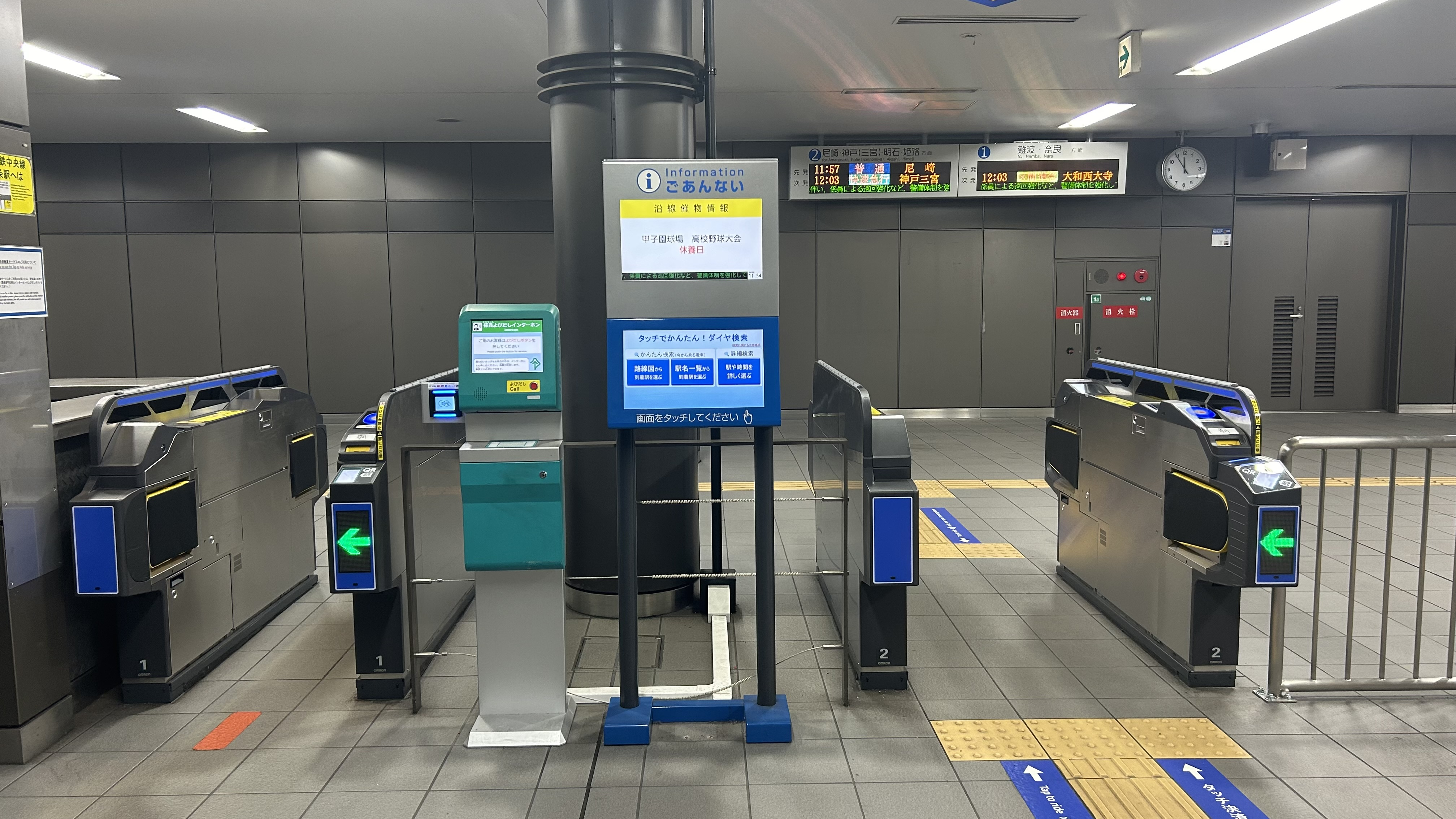
東改札口
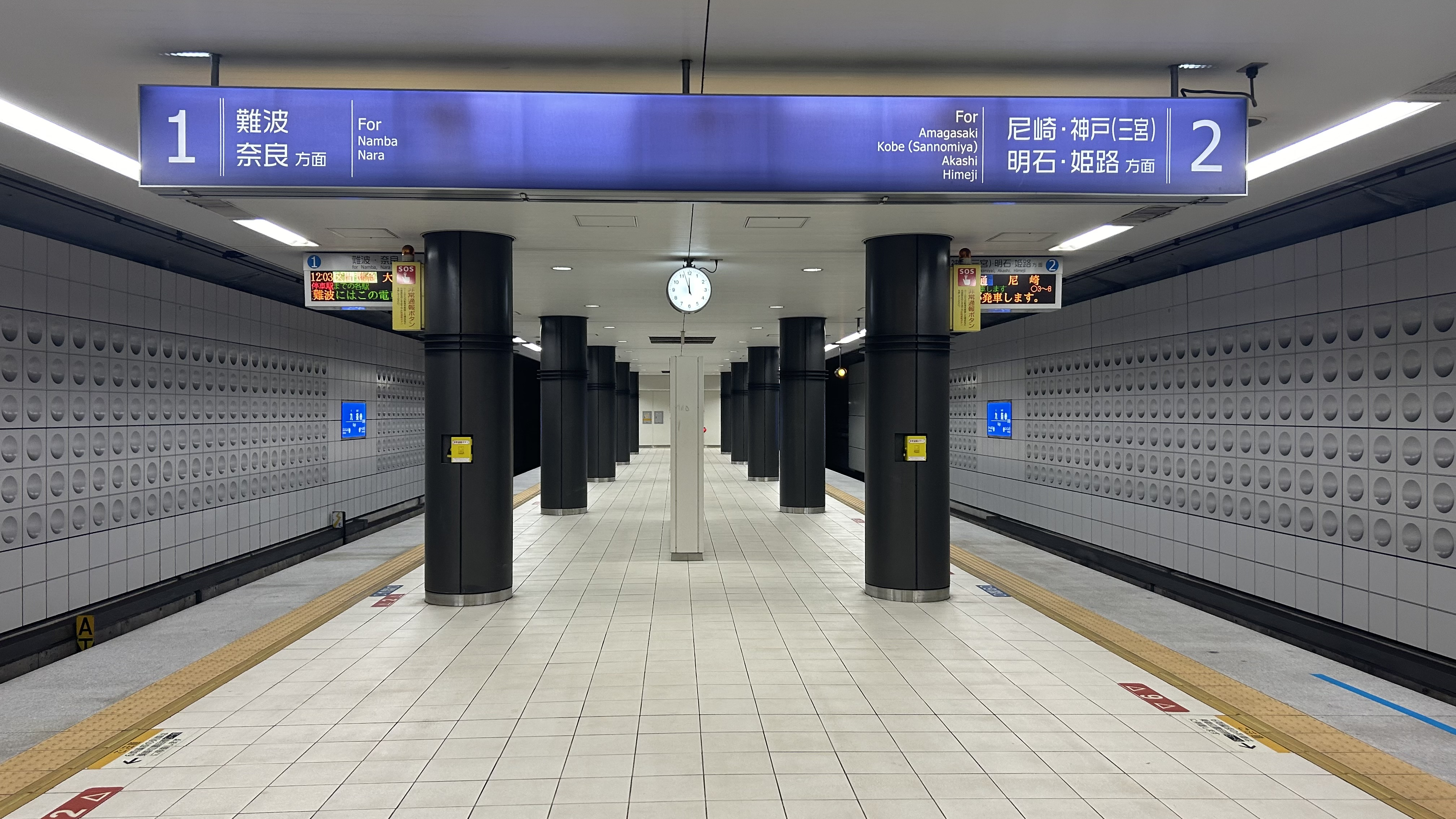
ホーム
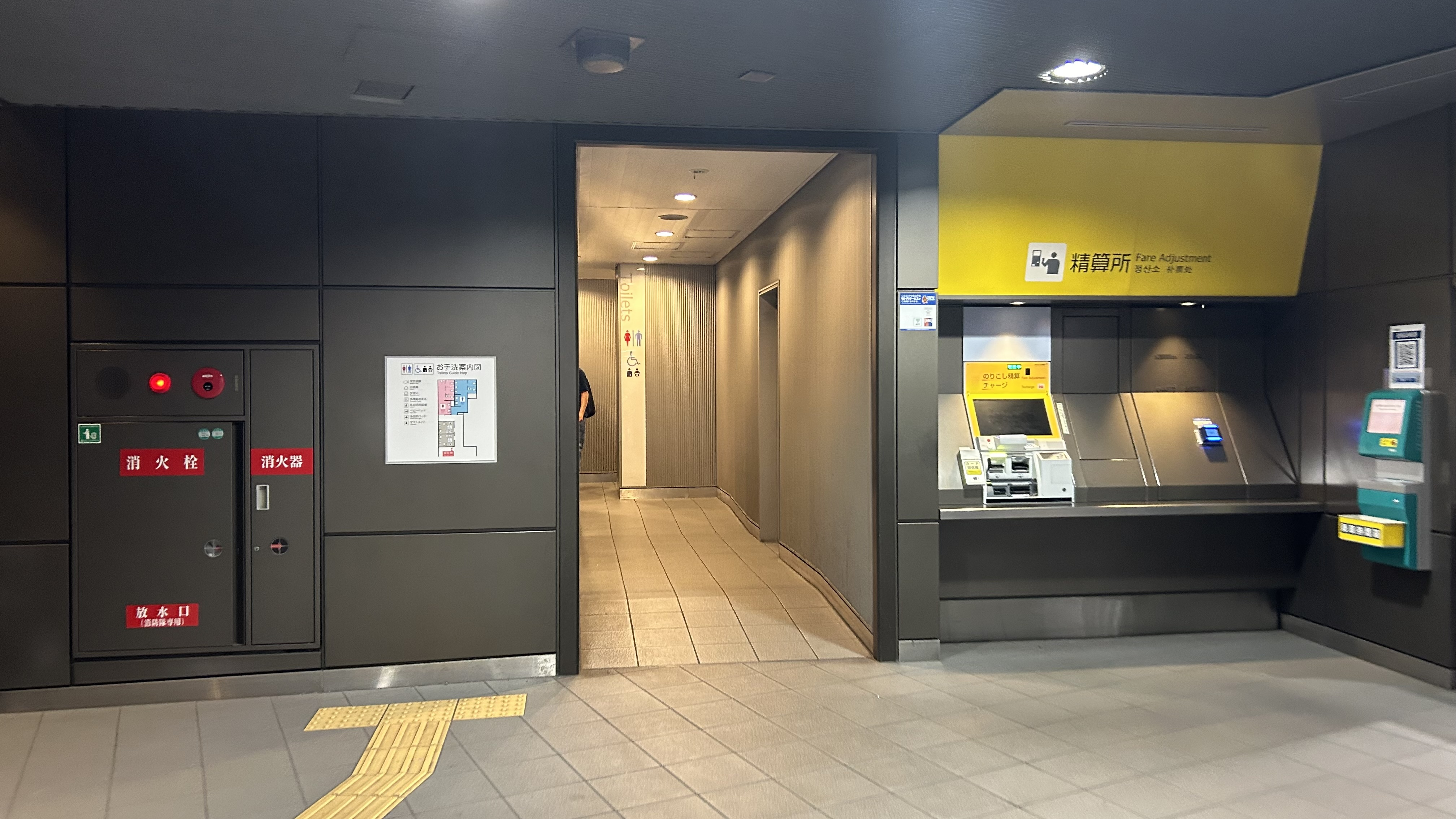
トイレ
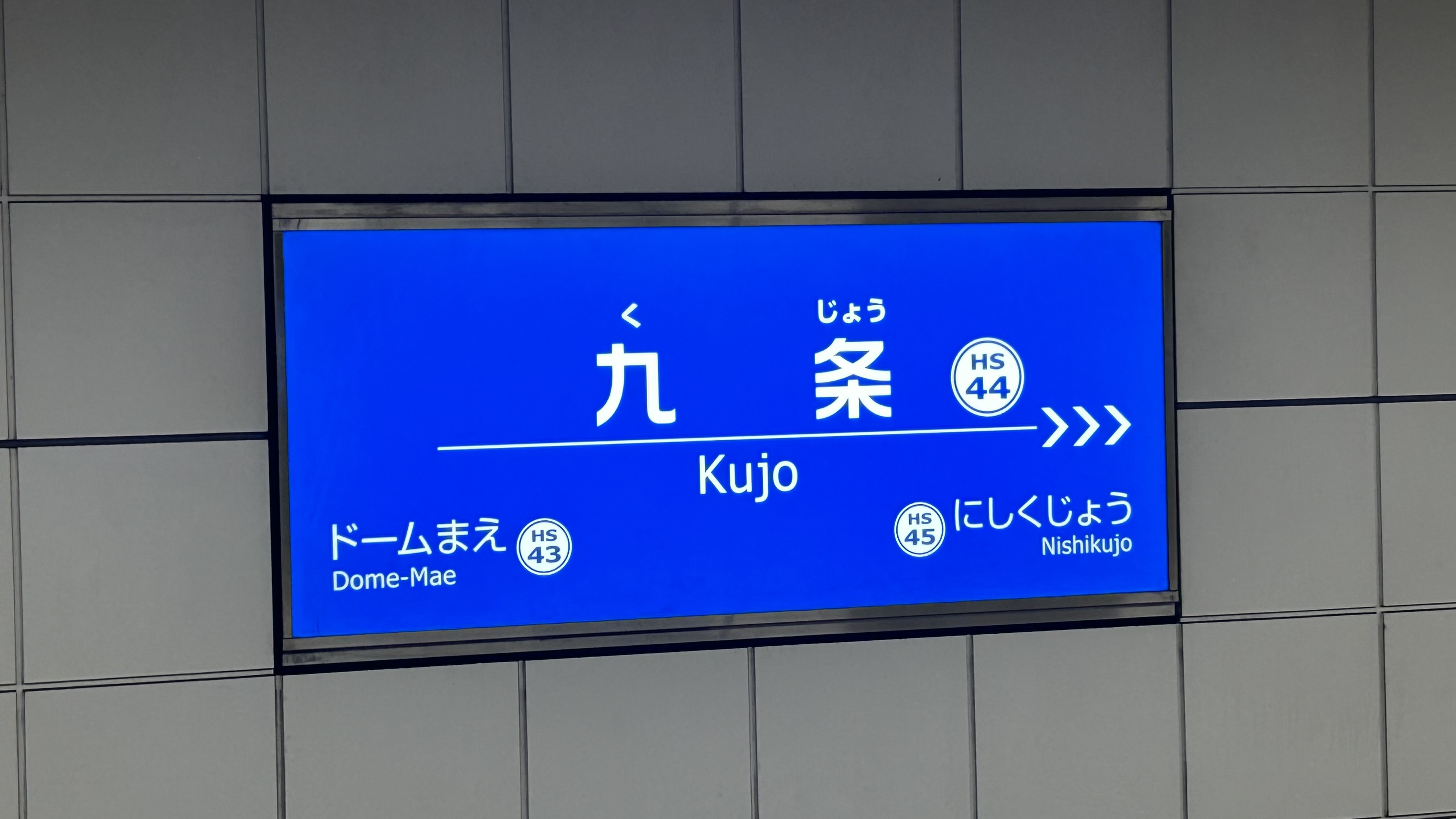
駅名標

### 出口
阪神電車の出口は2箇所ある
| 出口番号 | 出口周辺                                                           | 接続改札 | 備考             |
| -------- | ------------------------------------------------------------------ | -------- | ---------------- |
| 1        | 地下鉄中央線九条駅 老人福祉センター 子ども子育てプラザ・九条商店街 | 西改札口 | エレベーターあり |
| 2        |                                                                    | 東改札口 | エレベーターあり |

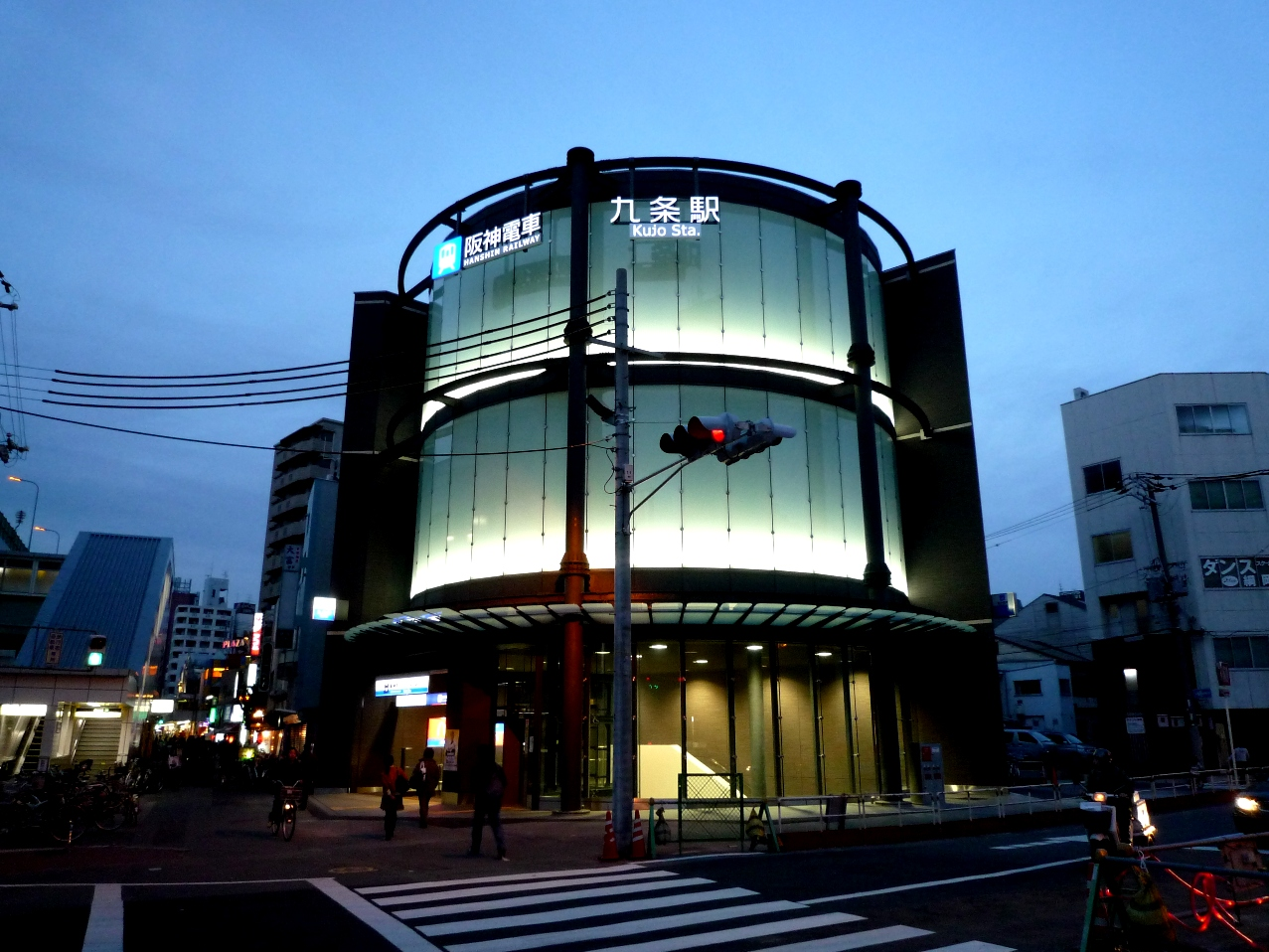
1番出入口側駅舎 (2009年3月。別角度から撮影)
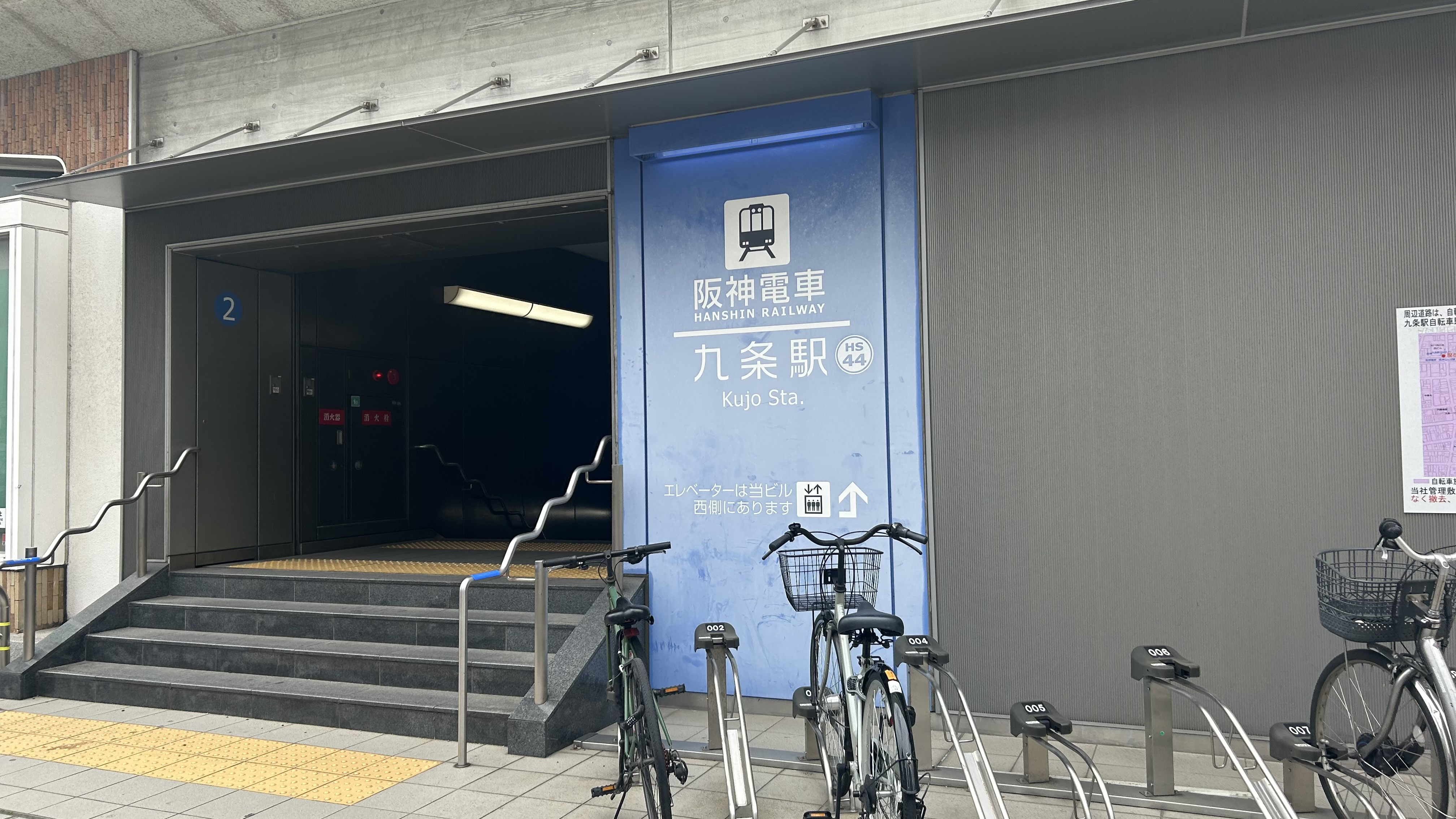
2番出入口
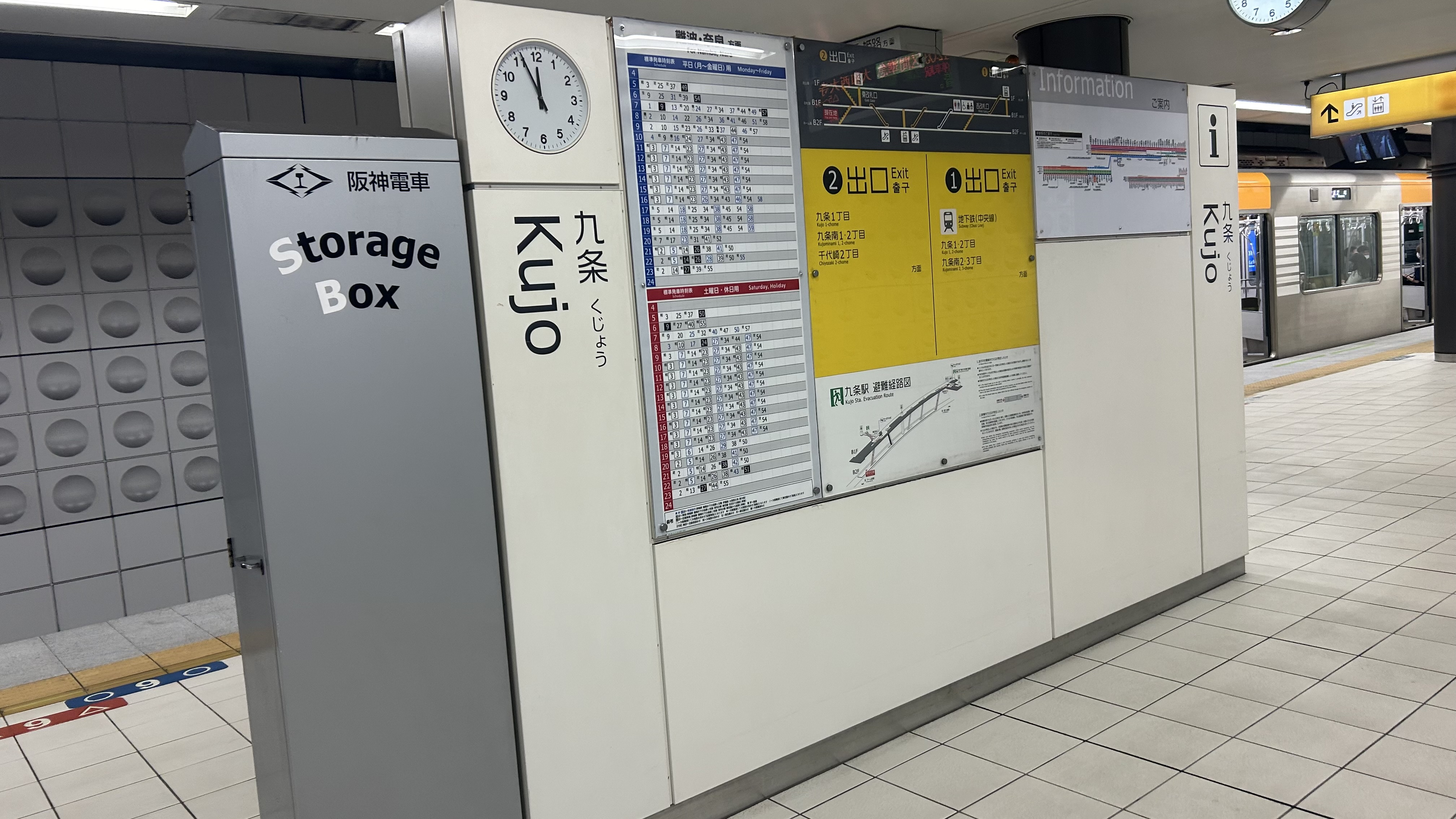
案内板

## 利用状況

### Osaka Metro
2024年11月12日の1日乗降人員は26,535人（乗車人員：13,594人、降車人員：12,941人）である。中央線の駅では14駅中8位（他線と合算しない駅では第2位）。
各年度の特定日における利用状況は下表の通りである。なお1969・1995年度の調査については、それぞれ1970・1996年に行われている（会計年度上1969・1995年度となる）。
| 年度               | 調査日   | 乗車人員 | 降車人員 | 乗降人員 | 出典          | 出典          |
| 年度               | 調査日   | 乗車人員 | 降車人員 | 乗降人員 | メトロ        | 大阪府        |
| ------------------ | -------- | -------- | -------- | -------- | ------------- | ------------- |
| 1966年（昭和41年） | 11月08日 | 3,242    | 3,214    | 6,456    |               | [ 大阪府 1 ]  |
| 1967年（昭和42年） | 11月14日 | 3,670    | 3,830    | 7,500    |               | [ 大阪府 2 ]  |
| 1968年（昭和43年） | 11月12日 | 3,914    | 3,912    | 7,826    |               | [ 大阪府 3 ]  |
| 1969年（昭和44年） | 01月27日 | 6,260    | 6,606    | 12,866   |               | [ 大阪府 4 ]  |
| 1970年（昭和45年） | 11月06日 | 7,450    | 8,117    | 15,567   |               | [ 大阪府 5 ]  |
| 1972年（昭和47年） | 11月14日 | 7,863    | 8,203    | 16,066   |               | [ 大阪府 6 ]  |
| 1975年（昭和50年） | 11月07日 | 8,320    | 8,843    | 17,163   |               | [ 大阪府 7 ]  |
| 1977年（昭和52年） | 11月18日 | 8,050    | 8,609    | 16,659   |               | [ 大阪府 8 ]  |
| 1981年（昭和56年） | 11月10日 | 8,814    | 9,075    | 17,889   |               | [ 大阪府 9 ]  |
| 1985年（昭和60年） | 11月12日 | 8,159    | 8,314    | 16,473   |               | [ 大阪府 10 ] |
| 1987年（昭和62年） | 11月10日 | 8,783    | 8,959    | 17,742   |               | [ 大阪府 11 ] |
| 1990年（平成02年） | 11月06日 | 8,887    | 9,484    | 18,371   |               | [ 大阪府 12 ] |
| 1995年（平成07年） | 02月15日 | 8,914    | 9,241    | 18,155   |               | [ 大阪府 13 ] |
| 1998年（平成10年） | 11月10日 | 7,958    | 8,664    | 16,622   |               | [ 大阪府 14 ] |
| 2007年（平成19年） | 11月13日 | 8,148    | 8,346    | 16,494   |               | [ 大阪府 15 ] |
| 2008年（平成20年） | 11月11日 | 8,318    | 8,337    | 16,655   |               | [ 大阪府 16 ] |
| 2009年（平成21年） | 11月10日 | 9,464    | 9,282    | 18,746   |               | [ 大阪府 17 ] |
| 2010年（平成22年） | 11月09日 | 9,249    | 9,066    | 18,315   |               | [ 大阪府 18 ] |
| 2011年（平成23年） | 11月08日 | 9,518    | 9,240    | 18,758   |               | [ 大阪府 19 ] |
| 2012年（平成24年） | 11月13日 | 9,778    | 9,515    | 19,293   |               | [ 大阪府 20 ] |
| 2013年（平成25年） | 11月19日 | 10,022   | 9,610    | 19,632   | [ メトロ 1 ]  | [ 大阪府 21 ] |
| 2014年（平成26年） | 11月11日 | 10,143   | 9,719    | 19,862   | [ メトロ 2 ]  | [ 大阪府 22 ] |
| 2015年（平成27年） | 11月17日 | 10,708   | 10,488   | 21,196   | [ メトロ 3 ]  | [ 大阪府 23 ] |
| 2016年（平成28年） | 11月08日 | 11,065   | 10,685   | 21,750   | [ メトロ 4 ]  | [ 大阪府 24 ] |
| 2017年（平成29年） | 11月14日 | 11,753   | 11,134   | 22,887   | [ メトロ 5 ]  | [ 大阪府 25 ] |
| 2018年（平成30年） | 11月13日 | 11,766   | 11,262   | 23,028   | [ メトロ 6 ]  | [ 大阪府 26 ] |
| 2019年（令和元年） | 11月12日 | 12,300   | 11,559   | 23,859   | [ メトロ 7 ]  | [ 大阪府 27 ] |
| 2020年（令和02年） | 11月10日 | 11,225   | 10,693   | 21,918   | [ メトロ 8 ]  | [ 大阪府 28 ] |
| 2021年（令和03年） | 11月16日 | 11,267   | 10,920   | 22,187   | [ メトロ 9 ]  | [ 大阪府 29 ] |
| 2022年（令和04年） | 11月15日 | 12,023   | 11,511   | 23,534   | [ メトロ 10 ] | [ 大阪府 30 ] |
| 2023年（令和05年） | 11月07日 | 12,692   | 12,113   | 24,805   | [ メトロ 11 ] | [ 大阪府 31 ] |
| 2024年（令和06年） | 11月12日 | 13,594   | 12,941   | 26,535   | [ メトロ 12 ] |               |

### 阪神電気鉄道
2023年11月平均の乗降人員は15,653人である。
各年度の11月平均利用状況は下表の通り。
| 年度               | 乗車人員 | 降車人員 | 乗降人員 | 増減率 | 順位 | 出典       |
| ------------------ | -------- | -------- | -------- | ------ | ---- | ---------- |
| 2019年（令和元年） | 6,979    | 7,473    | 14,452   |        | 21位 | [ 阪神 1 ] |
| 2020年（令和02年） | 6,311    | 6,658    | 12,969   | -10.3% | 21位 | [ 阪神 2 ] |
| 2021年（令和03年） | 6,638    | 6,893    | 13,531   | 4.3%   | 19位 | [ 阪神 3 ] |
| 2022年（令和04年） | 6,925    | 7,161    | 14,086   | 4.1%   | 19位 | [ 阪神 4 ] |
| 2023年（令和05年） | 7,698    | 7,955    | 15,653   | 11.1%  | 17位 | [ 阪神 5 ] |

#### 年次・年度別利用状況
大阪府・大阪市それぞれが公表しているデータによると、開業後各年の1日平均（全期間対象）利用状況は下表の通り。
| 年次/年度          | 各年次   | 各年次   | 各年次   | 各年度 乗車人員 | 出典          | 出典         |
| 年次/年度          | 乗車人員 | 降車人員 | 乗降人員 | 各年度 乗車人員 | 大阪府        | 大阪市       |
| ------------------ | -------- | -------- | -------- | --------------- | ------------- | ------------ |
| 2008年（平成20年） |          |          |          | 272             | [ 大阪府 16 ] | [ 大阪市 1 ] |
| 2009年（平成21年） | 3,047    | 3,175    | 6,222    | 3,100           | [ 大阪府 17 ] | [ 大阪市 1 ] |
| 2010年（平成22年） | 3,766    | 3,997    | 7,763    | 3,820           | [ 大阪府 18 ] | [ 大阪市 1 ] |
| 2011年（平成23年） | 3,788    | 4,020    | 7,808    | 3,858           | [ 大阪府 19 ] | [ 大阪市 1 ] |
| 2012年（平成24年） | 4,548    | 4,907    | 9,455    | 4,555           | [ 大阪府 20 ] | [ 大阪市 1 ] |
| 2013年（平成25年） | 4,902    | 5,211    | 10,113   | 4,973           | [ 大阪府 21 ] | [ 大阪市 1 ] |
| 2014年（平成26年） | 5,266    | 5,734    | 11,000   | 5,277           | [ 大阪府 22 ] | [ 大阪市 1 ] |
| 2015年（平成27年） | 5,744    | 6,213    | 11,957   | 5,800           | [ 大阪府 23 ] | [ 大阪市 1 ] |
| 2016年（平成28年） | 5,777    | 6,164    | 11,941   | 5,838           | [ 大阪府 24 ] | [ 大阪市 1 ] |
| 2017年（平成29年） | 6,318    | 6,757    | 13,075   | 6,441           | [ 大阪府 25 ] | [ 大阪市 1 ] |
| 2018年（平成30年） | 6,597    | 7,087    | 13,684   | 6,672           | [ 大阪府 26 ] | [ 大阪市 1 ] |
| 2019年（令和元年） | 7,047    | 7,388    | 14,435   | 7,029           | [ 大阪府 27 ] | [ 大阪市 2 ] |
| 2020年（令和02年） | 5,764    | 6,169    | 11,933   | 5,190           | [ 大阪府 28 ] | [ 大阪市 3 ] |
| 2021年（令和03年） | 6,499    | 6,853    | 13,352   | 6,002           | [ 大阪府 29 ] | [ 大阪市 4 ] |
| 2022年（令和04年） | 6,994    | 7,262    | 14,256   | 6,941           | [ 大阪府 30 ] | [ 大阪市 5 ] |
| 2023年（令和05年） | 7,495    | 7,751    | 15,246   |                 | [ 大阪府 31 ] |              |

## 駅周辺
1624年から開発が始まり、林羅山によって衢壌島（くじょうじま）と命名された。1674年の洪水の際に九条家の木笏が漂着したことから九条島と表記されるようになったとの伝承がある。九条島は淀川の河流・航行の妨げとなっていたため、1684年に河村瑞賢が九条島を2つに割いて安治川を開削。以降、安治川左岸が九条、右岸が西九条となった。
九条駅周辺にはねじの工場などが多い。
- 中央大通
- 阪神高速16号大阪港線
- 安治川トンネル
- 大阪市高速電気軌道 本社
- 大阪府なにわ西府税事務所
- 大阪九条郵便局
- 大阪本田郵便局
- 大阪市立九条東小学校
- 茨住吉神社
- 聖教寺
- 松島公園
- 松島料理組合
- ナインモール九条（九条新道商店街・バファロード） - 商店街を抜けた先に京セラドーム大阪（2006年7月1日に「大阪ドーム」から名称変更）があることから、同球場を本拠地としているオリックス・バファローズ（バファロード命名時は大阪近鉄バファローズ）を応援している。
- キララ九条商店街
- 九条親栄会商店街（親ちゃんロード）
- 九条千日通商店街 (SENNICHI STREET)
- 九条OS
- シネ・ヌーヴォ
- 松島新地（松島遊廓）
- 大阪掖済会病院

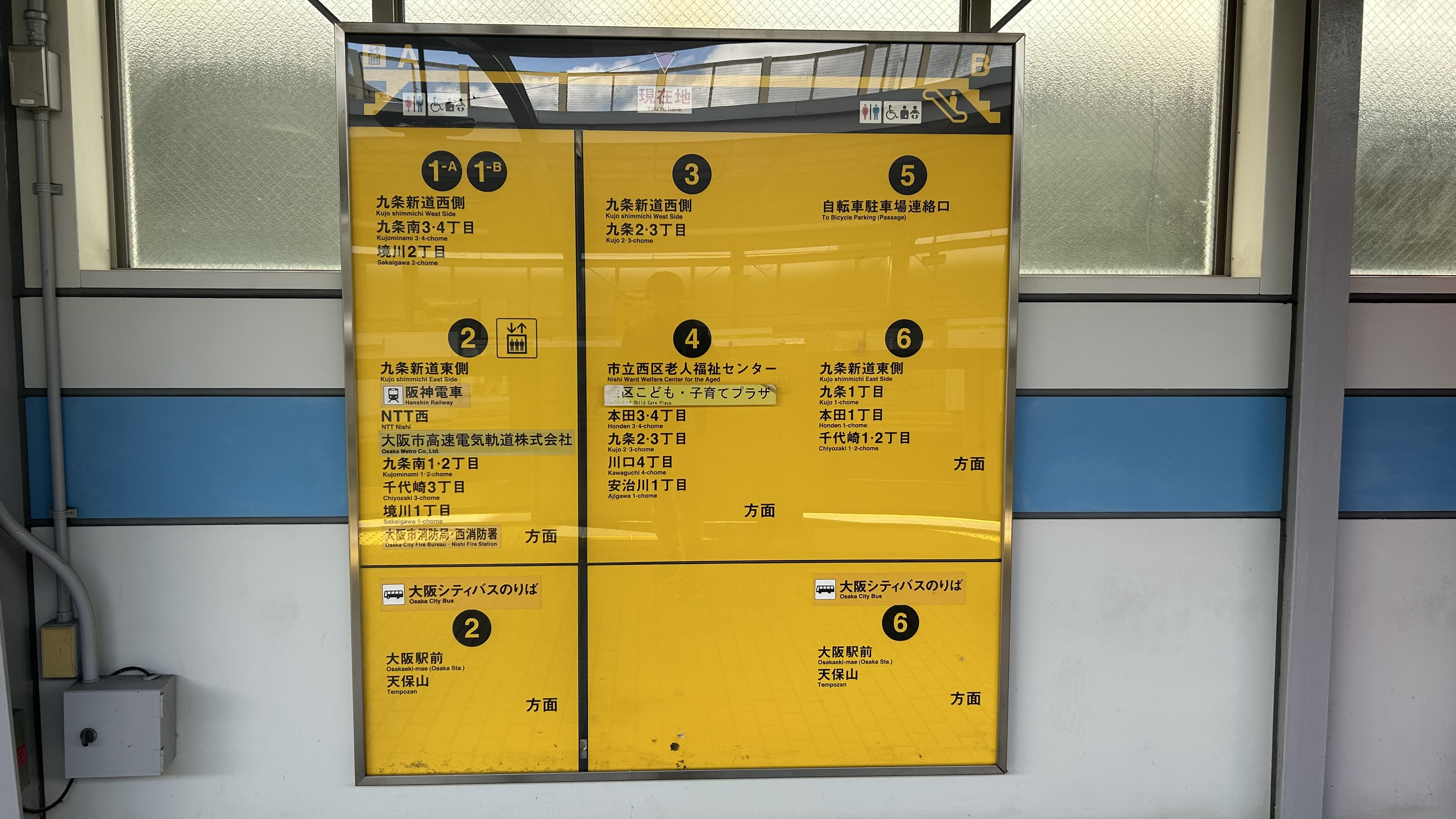
大阪メトロ出口案内
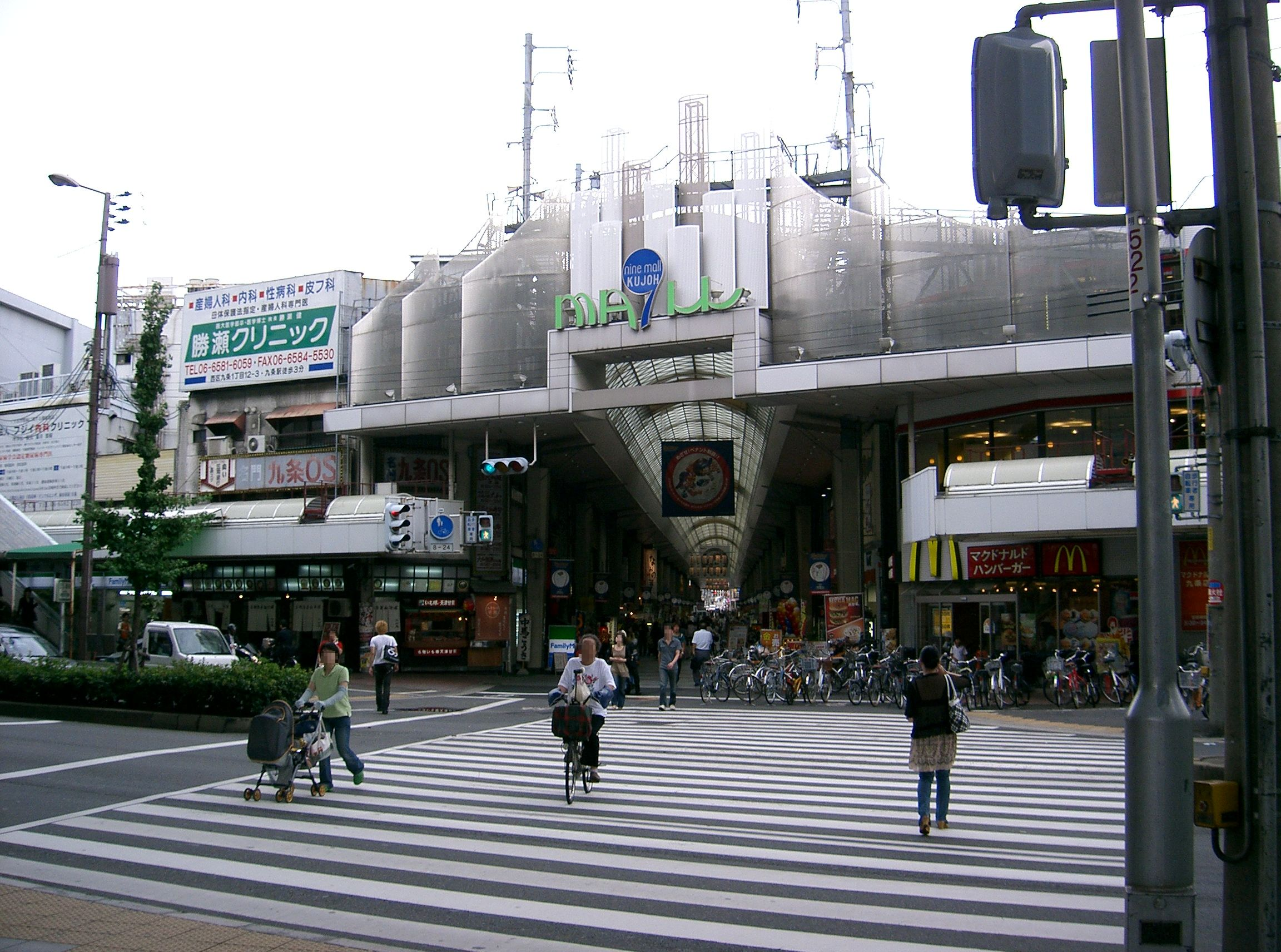
ナインモール九条（2007年7月）
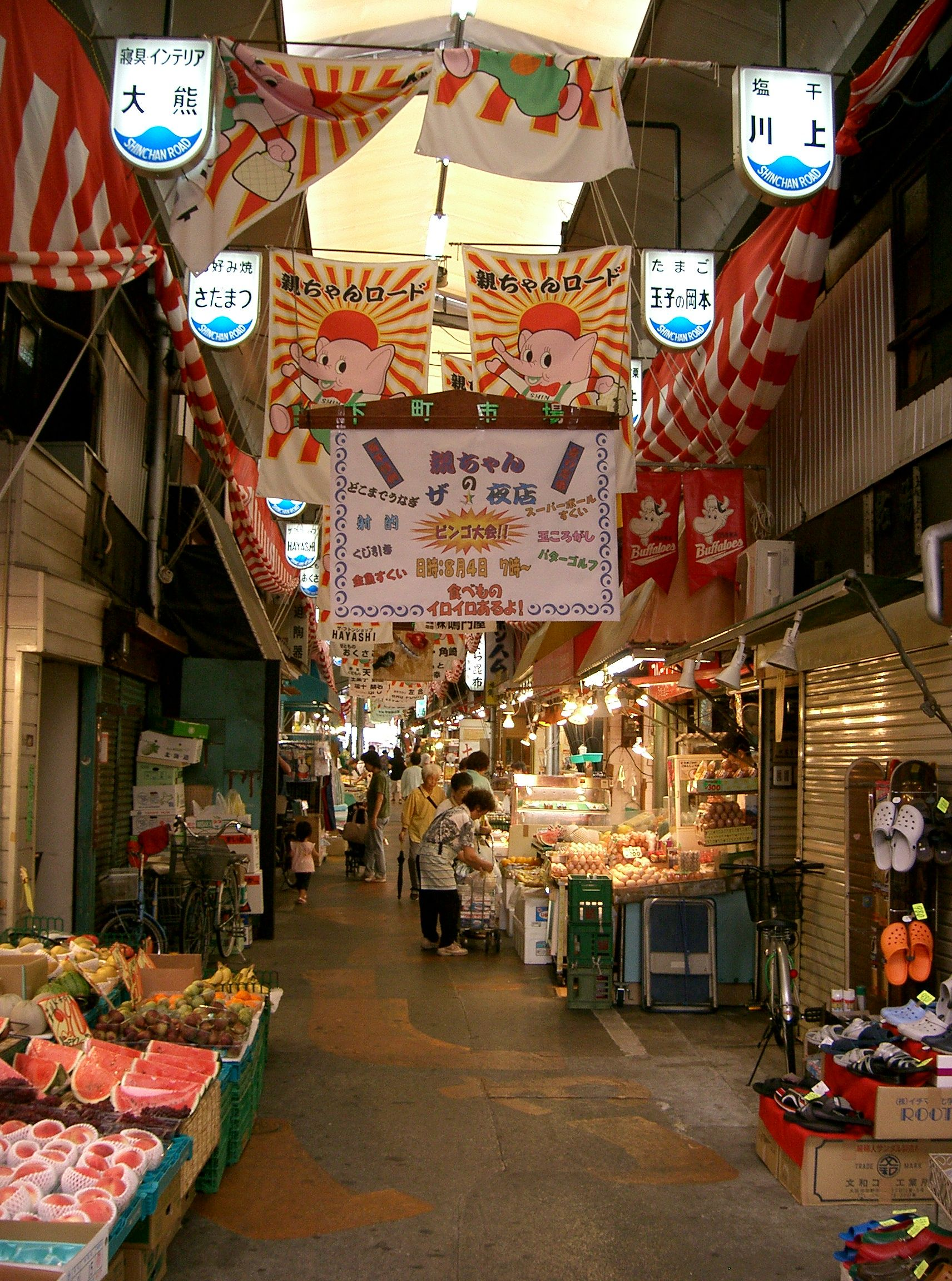
九条親栄会商店街（2007年7月）
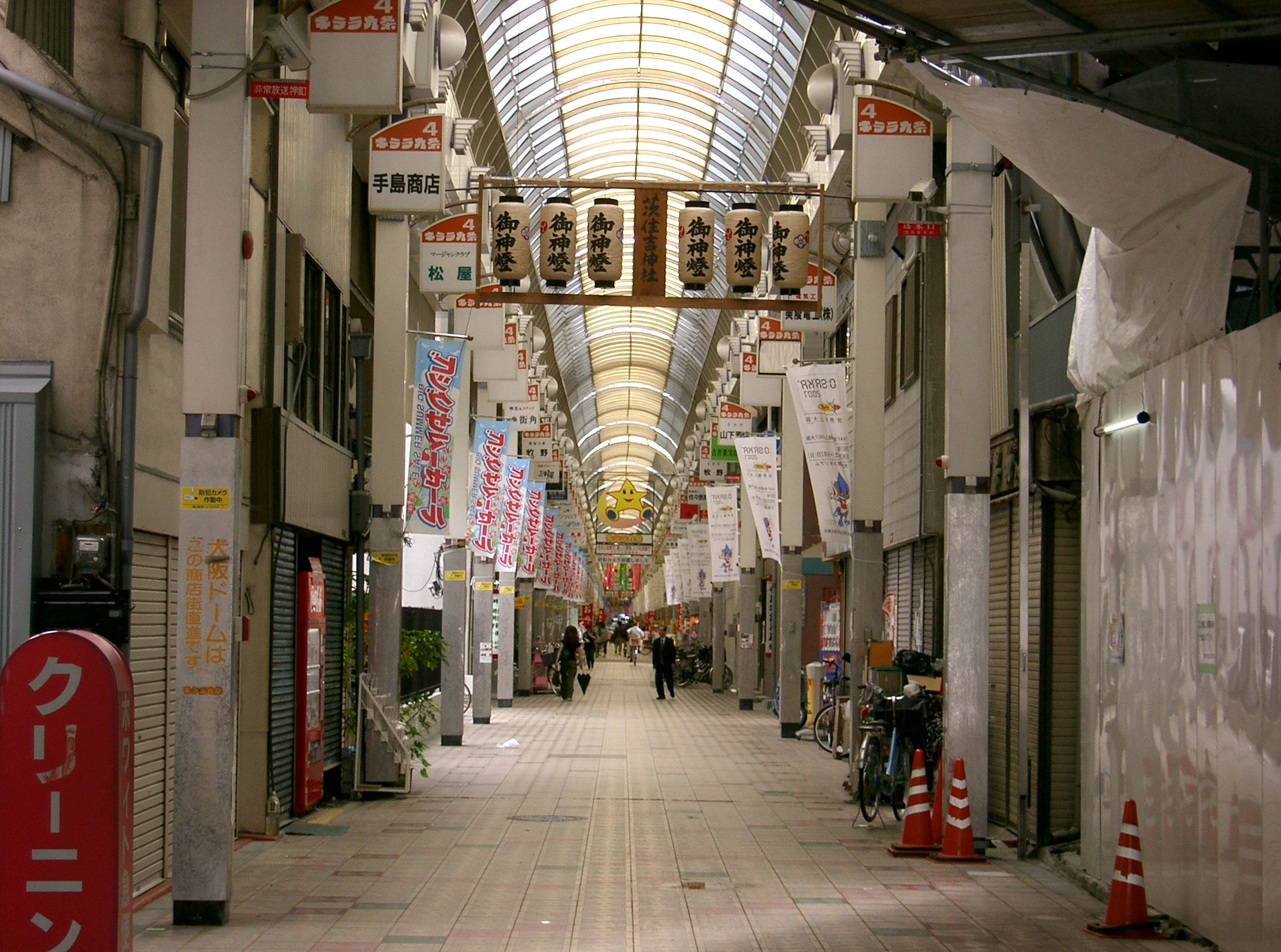
キララ九条商店街（2007年7月）
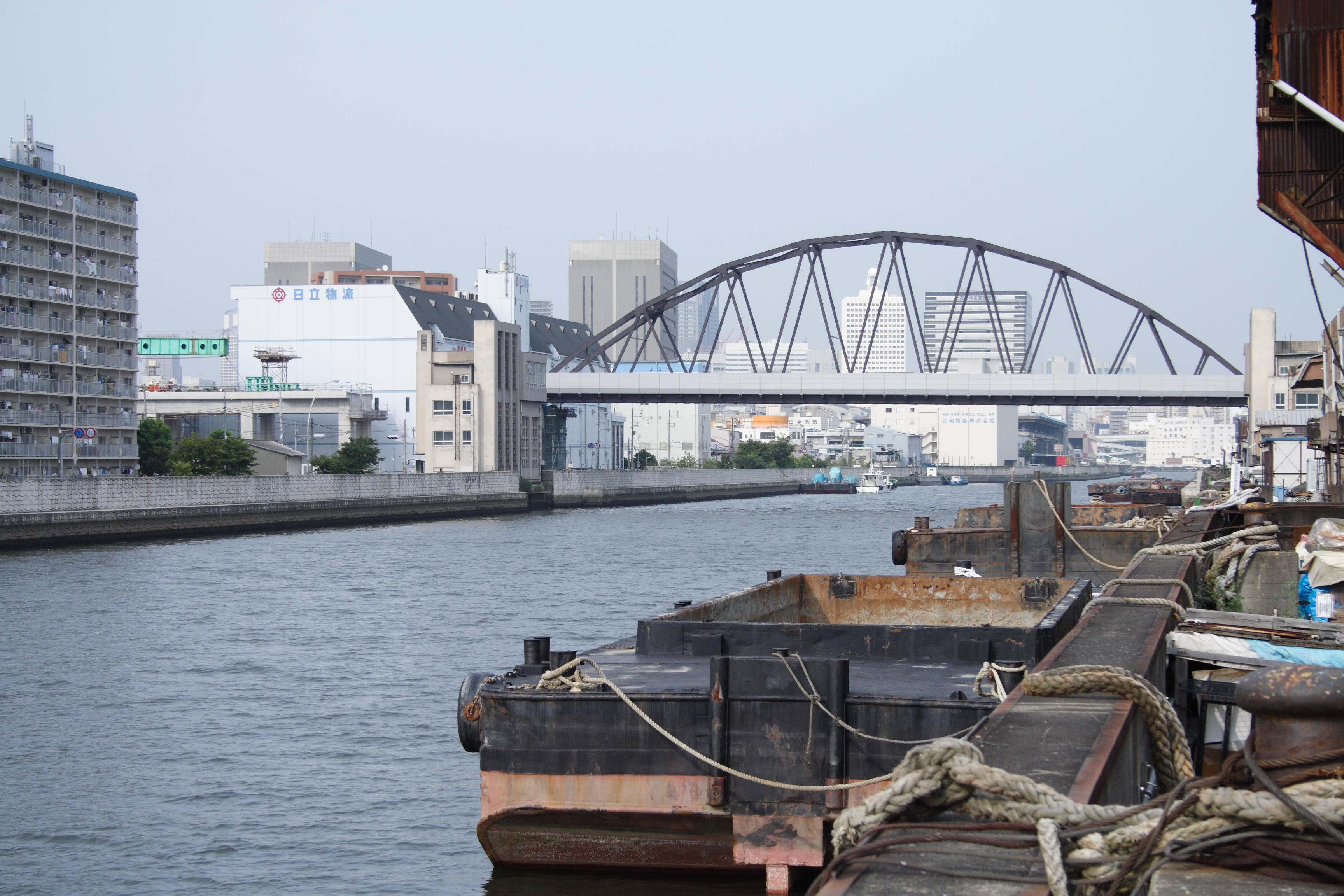
- 阪神なんば線安治川橋梁（2007年8月）
  - 橋の両端に安治川トンネルの入り口があり、橋の下に安治川トンネルがある。

## バス路線
大阪シティバスが運行している。「阪神九条」・「九条新道」の2つが利用可能。
九条新道停留所は地下鉄九条駅からナインモール九条を経由して400メートル程離れた国道172号線（みなと通）上にある。また、阪神の九条駅からは阪神九条停留所が近い。同線開業後の2009年3月29日に九条南一丁目から阪神九条に改称された。
- 88号系統：大阪駅前/天保山

## その他
京阪中之島線が中之島駅から西九条駅を経由して新桜島まで延伸される計画だったが、2017年7月に京阪ホールディングスの加藤好文社長は、「夢洲へのIR誘致が決まれば、中之島駅から南西に進んで地下鉄中央線の九条駅につなげる」との考えを明らかにした。当初計画していた西九条駅から九条駅への変更について加藤社長は「九条駅で中央線とつなげば、京都とIRのある夢洲が結ばれる」と説明している。
近鉄や京都市営地下鉄烏丸線にも九条駅が存在するため、定期券では(阪神)九条〜として発行される。
当駅は先に開業した地下鉄のOsaka Metro中央線が高架で建設され、阪神なんば線はその地下をくぐる構造であるため、日本では4例しかない「同一駅で私鉄のホームが地下にあり地下鉄のホームが高架(地上)にある」という珍しい形態となっている。

## 隣の駅
大阪市高速電気軌道 (Osaka Metro)
 中央線
弁天町駅 (C13) - 九条駅 (C14) - 阿波座駅 (C15)
阪神電気鉄道
阪神なんば線
■快速急行・■準急・■区間準急・■普通
ドーム前駅 (HS 43) - 九条駅 (HS 44) - 西九条駅 (HS 45)
- ( ) 内は駅番号を示す。

### 記事本文